# بريطانيا خلال الحرب العالمية الأولى
المملكة المتحدة لبريطانيا العظمى وأيرلنداالمملكة المتحدة لبريطانيا العظمى وأيرلندا، ثم تتكون من انكلترا واسكتلندا وويلز، وكلها من أيرلندا، كان واحدا من قوات الحلفاء خلال الحرب العالمية الأولى من 1914-1918، والقتال ضد قوات المحور (الإمبراطورية الألمانية، الإمبراطورية النمساوية المجرية والإمبراطورية العثمانية ومملكة بلغاريا). أعيد تنظيم-القوات المسلحة للدولة، تمثل الحرب على إنشاء سلاح الجو الملكي، على سبيل المثال، وزيادة في حجم لأن من المقدمة، في يناير 1916، من التجنيد الإجباري للمرة الأولى في تاريخ المملكة، فضلا عن زيادة من أكبر جيش من المتطوعين في التاريخ، والمعروفة باسم جيش كيتشنر، أكثر من مليوني الرجال. وقد درجت العادة على اعتبار اندلاع الحرب كما حدث موحدا اجتماعيا.
قد طعن من قبل المزيد من المنحة الأخيرة. في أي حال، كانت الردود في المملكة المتحدة في عام 1914 مشابهة لتلك التي بين السكان في جميع أنحاء أوروبا.
عشية الحرب، كان هناك اضطرابات داخلية خطيرة في المملكة المتحدة (بين الحركات العمالية والاقتراع وخصوصا في أيرلندا) ولكن الكثير من السكان انقاد بسرعة وراء الحكومة. وقدمت تضحيات كبيرة في سبيل هزيمة أعداء الإمبراطورية والعديد من أولئك الذين لا يستطيعون محاربة ساهمت في الأعمال الخيرية والإنسانية. خوفا من نقص في المواد الغذائية والنقص في اليد العاملة، أصدرت الحكومة تشريعا مثل الدفاع عن قانون عالم عام 1914، لإعطائها صلاحيات جديدة. شهدت الحرب الابتعاد عن فكرة «العمل كالمعتاد» في ظل رئيس الوزراء سمو اسكويث، ونحو حالة الحرب الشاملة (تدخل الدولة الكامل في الشؤون العامة) تحت قيادة ديفيد لويد جورج ، وهي المرة الأولى التي رأيت هذا في بريطانيا. شهدت الحرب أيضا في القصف الجوي الأولى من المدن فيبريطانيا.
لعبت الصحف دورا هاما في الحفاظ على التأييد الشعبي للحرب. تم إنتاج كميات كبيرة من الدعاية من قبل الحكومة بتوجيه من هؤلاء الصحفيين تشارلز ماسترمان وأصحاب الصحف مثل اللورد بيفر بروك. من خلال التكيف مع التغيرات الديموغرافية من القوى العاملة (أو «التخفيف من العمل»، كما كان يطلق عليه)، ونمت الصناعات المرتبطة بالحرب بسرعة، وزيادة الإنتاج، كما قدمت تنازلات بسرعة إلى النقابات. في هذا الصدد، وينسب الحرب أيضا من قبل بعض مع رسم المرأة في العمل السائد لأول مرة. تستمر النقاشات حول الأثر الذي تخلفه الحرب على تحرير المرأة، نظرا إلى أن عددا كبيرا من النساء تم منح التصويت للمرة الأولى في عام 1918. إن تجربة فرادى النساء خلال الحرب المتنوعة. الكثير يعتمد على المكان والعمر والحالة الاجتماعية والمهنة.
ارتفع معدل القتلى من المدنيين بسبب نقص الغذاء والإنفلونزا الأسبانية الذي ضرب البلاد في عام 1918. ويقدر عدد القتلى العسكريين قد تجاوزت 850,000. وصلت الإمبراطورية ذروتها في ختام مفاوضات السلام. ومع ذلك، اشتداد الحرب ليس فقط الولاءات الامبريالية ولكن أيضا الهويات الوطنية الفردية في سيادات (كندا، نيو فاوند لاند، أستراليا، نيوزيلندا وجنوب أفريقيا)، والهند. القوميين الايرلنديين بعد 1916 انتقل من التعاون مع لندن لمطالب الاستقلال الفوري (انظر ثورة عيد الفصح)، وهي خطوة تعطى زخما كبيرا من أزمة التجنيد عام 1918.
يستمر المؤرخين العسكريين لمناقشة المسائل من الناحية التكتيكية والاستراتيجية. ومع ذلك، من حيث ذكرى الحرب، ويقول مؤرخ أدريان غريغوري ما يلي: 
«الحكم من الثقافة الشعبية هو أكثر أو أقل بالإجماع. وكانت الحرب العالمية الأولى غبية، مأساوية وغير مجدية. وكان غباء الحرب موضوعا من تزايد قوة منذ 1920s. من روبرت غريفز، من خلال» أوه! يا له من جميل حرب 'إلى' بلاكادار يذهب الرابع، «حماقة الجنائية من القيادة العليا البريطانية أصبحت مقال الايمان». 

## الحكومة

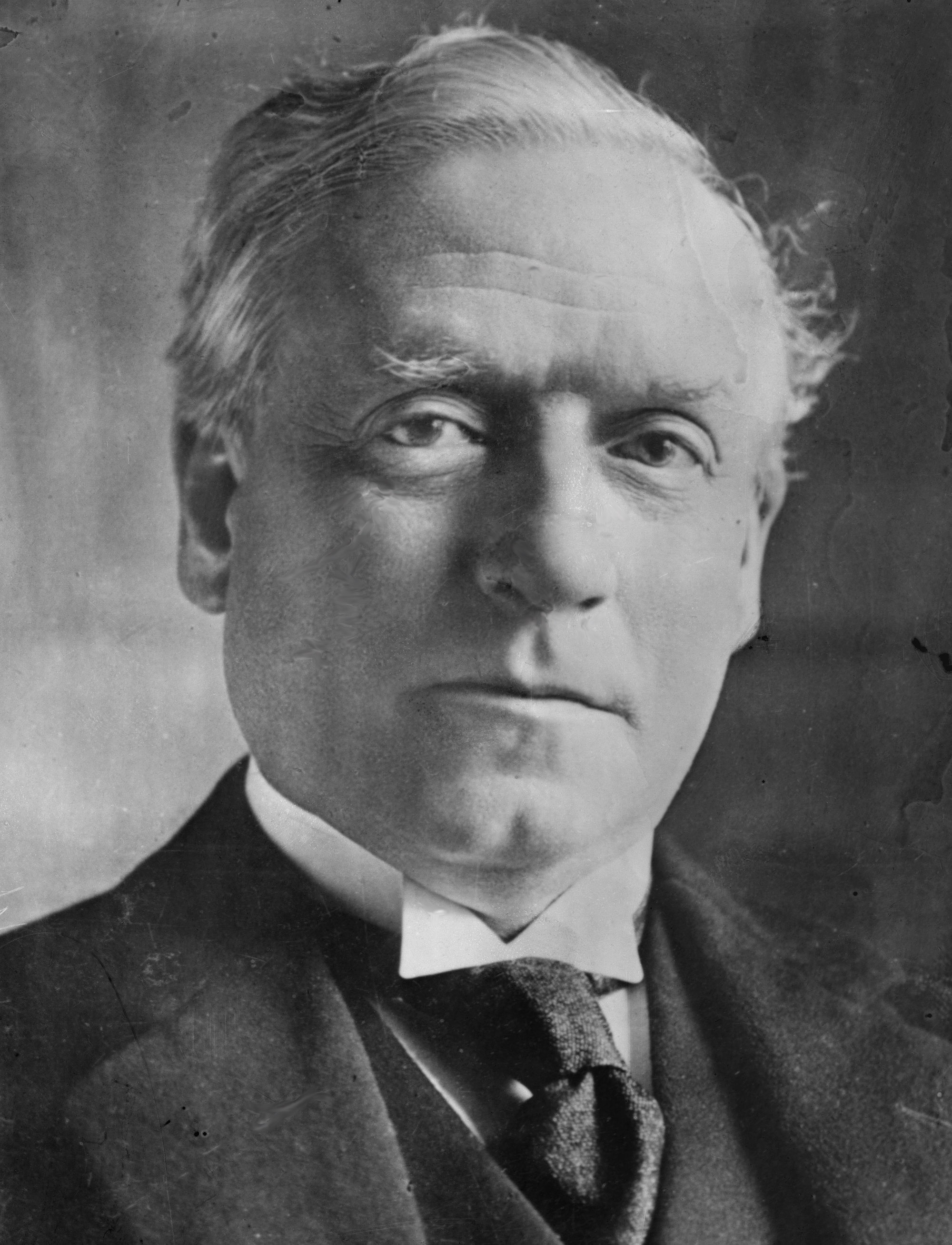
هربرت أسكويث (ج. 1915)، رئيسا للوزراء في الحرب

في 4 آب، بريطانيا (وامبراطوريتها) دخلت الحرب العالمية مع هربرت أسكويث من الحزب الليبرالي كرئيس لوزراء بريطانيا. وكانت أسباب بريطانيا لاعلان الحرب المعقدة: ان معاهدة لندن عام 1839 ارتكبت فيه للحفاظ على حياد بلجيكا، وكانت المخاطر الإستراتيجية التي تمثلها السيطرة الألمانية من الساحل البلجيكي غير مقبولة. وقد وجه الحكومة الليبرالية اسكويث بانخفاض مايو 1915، ويرجع ذلك بصفة خاصة إلى الأزمة في عدم كفاية الإنتاج قذيفة مدفعية وفشل حملة غاليبولي في مضيق الدردنيل. مترددة في الاستسلام لمطالب للانتخابات، 

### وزارة اسكويث الثانية
شرع اسكويث لتشكيل حكومة ائتلافية جديدة يوم 25 مايو، مع غالبية الحكومة الجديدة القادمة من حزبه الليبرالي الخاصة والحزب الوحدوي (المحافظين) في جلب لدعم الحكومة. بحلول يناير كانون الثاني عام 1915، 184 عضوا في البرلمان كانوا يقضون مع القوات المسلحة. * ماكغيل، باري. «اسكويث في مأزق، 1914-1918.» مجلة التاريخ الحديث 39.3 (1967): 283-303. في JSTOR

### لويد جورج رئيسا للوزراء
واستمرت هذه الحكومة الائتلافية حتى عام 1916، عندما أصبح الوحدويين غير راضين عن اسكويث وسلوك الليبراليين من الشؤون، ولا سيما خلال معركة السوم. ما من شأنه أن يثبت أن انهارت مشاركة الحكومة ذات الأغلبية الليبرالية نتيجة لمناورات سياسية من أندرو قانون بونار (زعيم حزب المحافظين)، السير إدوارد كارسون (زعيم الاتحاديين الستر)، وديفيد لويد جورج (ثم وزيرا في مجلس الوزراء). يفتقر القانون، الذي كان عدد قليل من الحلفاء خارج حزبه، الدعم الكافي لتشكيل ائتلاف جديد. الاحرار لويد جورج، من ناحية أخرى، تتمتع بدعم أوسع من ذلك بكثير وشكلت حسب الأصول حكومة ائتلافية ذات الأغلبية المحافظة. كان اسكويث لا يزال رئيس الحزب بل هو وأتباعه انتقل إلى مقاعد المعارضة في البرلمان. 
لويد جورج على الفور حول تحويل المجهود الحربي البريطاني، مع سيطرتها على كل من الجيش والسياسة الداخلية. في 235 يوما الأولى من وجودها، اجتمع مجلس وزراء الحرب 200 مرة. وضع علامة إنشائها الانتقال إلى حالة من الحرب مجموع فكرة أن كل رجل وامرأة وطفل يجب أن يلعب له أو لها المشاركة في المجهود الحربي. وعلاوة على ذلك، تقرر أن أعضاء الحكومة يجب أن يكون الرجال وسيطر على المجهود الحربي، وذلك باستخدام المقام الأول عن السلطة التي أعطيت في ظل الدفاع عن قانون المملكة. للمرة الأولى، يمكن للحكومة أن تتفاعل بسرعة، دون بيروقراطية لا حصر لها لادراك التعادل لأسفل، ومع إحصاءات يصل إلى التاريخ على مسائل مثل حالة الإنتاج البحري والتجاري والزراعي. وتمثل هذه السياسة تحول واضح بعيدا عن السياسة اسكويث الأولية من دعه يعمل، والتي تميزت إعلان ونستون تشرشل من «العمل كالمعتاد» في نوفمبر 1914. ويمكن أيضا أن نجاح حكومة لويد جورج أن يعزى إلى نقص عام في الرغبة للانتخابات، وعدم وجود العملي للمعارضة أدت تلك الأزمة. 

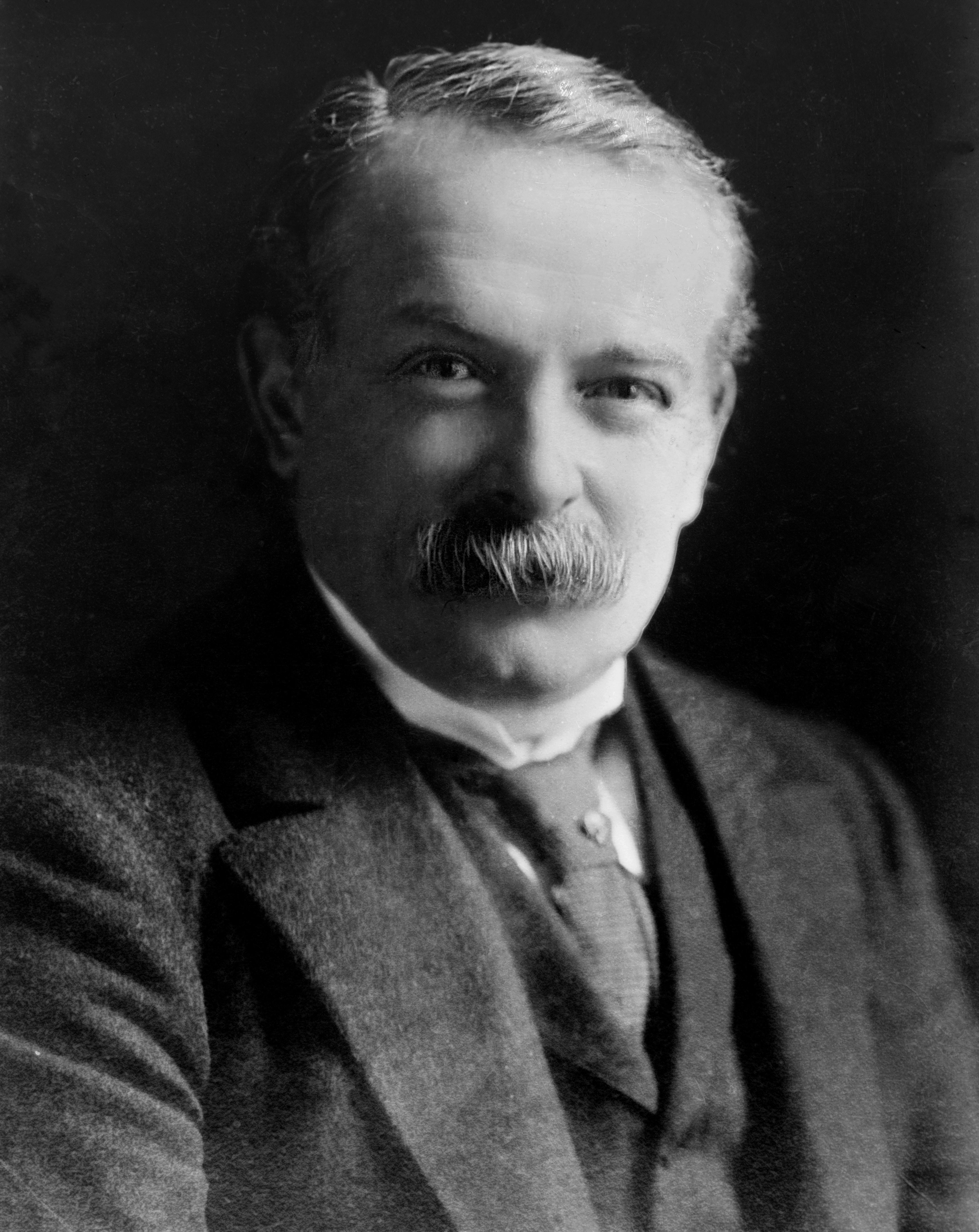
ديفيد لويد جورج (ج. 1920)، رئيسا للوزراء في نهاية الحرب

في تعاقب سريع في ربيع 1918 جاءت سلسلة من الأزمات العسكرية والسياسية. الألمان، بعد أن انتقلت قوات من الجبهة الشرقية وإعادة تدريب لهم في تكتيكات جديدة، والآن كان المزيد من الجنود على الجبهة الغربية من الحلفاء. في 21 مارس 1918 بدأت ألمانيا واسع النطاق هجوم الربيع ضد الخطوط البريطانية والفرنسية، على أمل لتحقيق النصر في ساحة المعركة قبل وصول القوات الأمريكية بأعداد كبيرة. تراجعت جيوش الحلفاء إلى 40 ميلا في الارتباك، وتواجه الهزيمة أدركت لندن أنه يحتاج المزيد من القوات لخوض حرب النقالة. وجدت لويد جورج نصف مليون جندي وهرع بها إلى فرنسا، طلب من الرئيس الأمريكي وودرو ويلسون للمساعدة فورية، ووافق على تعيين المارشال فوش الفرنسية بصفته قائدا على الجبهة الغربية، بحيث قوات الحلفاء يمكن تنسيق للتعامل مع الهجوم الألماني.
على الرغم من التحذيرات القوية التي كانت فكرة سيئة، قرر مجلس وزراء الحرب لفرض التجنيد على ايرلندا في عام 1918. وكان السبب الرئيسي الذي عمل في بريطانيا طالب عليه كثمن لتقليص الإعفاءات لبعض العمال. يريد العمل بمبدأ إثبات أن أحدا لم يكن معفى، لكنه لم يطالب بأن التجنيد يجب ان تتم في الواقع في أيرلندا. صدر هذا الاقتراح، ولكن يطبق أبدا. أساقفة الروم الكاثوليك لأول مرة دخلت المعركة الانتخابية، داعيا إلى مقاومة مفتوحة للخدمة العسكرية الإلزامية، في حين انتقلت غالبية القوميين الايرلنديين لدعم حركة الشين فين المتعنتة (بعيدا عن الحزب الوطني الايرلندي الدستوري). أثبتت هذه لحظة حاسمة، بمناسبة انتهاء استعداد الايرلندية للبقاء داخل الاتحاد.</ref>
يوم 7 مايو 1918، وهو ضابط كبير في الجيش في الخدمة الفعلية، الميجر جنرال السير فريدريك موريس، دفعت أزمة ثانية عندما ذهب الجمهور مع مزاعم بأن لويد جورج قد كذب على البرلمان في المسائل العسكرية. استغرق اسكويث، زعيم حزب الأحرار في مجلس النواب، تصل هذه المزاعم وهاجم لويد جورج (أيضا ليبرالي). في حين عرض اسكويث كان الفقراء، لويد جورج دافع بقوة موقفه، علاج النقاش باعتباره تصويتا بالثقة. فاز على البيت مع تفنيد قوية من مزاعم موريس. وكانت النتائج الرئيسية لتعزيز لويد جورج، وتضعف اسكويث، إنهاء انتقاد علني لاستراتيجية شاملة، وتعزيز السيطرة المدنية على الجيش. وفي الوقت نفسه، توقف الهجوم الألماني وانعكس في نهاية المطاف. جاء فوز على 11 نوفمبر 1918.

### انهيار الحزب الليبرالي
في الانتخابات العامة لعام 1918، لويد جورج، «الرجل الذي انتصر في الحرب»، قاد ائتلافه في الانتخابات الكاكي آخر وفوزا ساحقا على الليبراليين وحزب العمال الناشئة حديثا. لويد جورج وزعيم حزب المحافظين أندرو قانون بونار كتب رسالة مشتركة لدعم المرشحين للإشارة إلى أنهم اعتبروا المرشحين الرسمي التحالف - وهذا «كوبون»، كما أصبح معروفا، صدر ضد العديد يجلس الأعضاء الليبراليين في البرلمان إلى آثار مدمرة. فقدت اسكويث ومعظم زملائه الأحرار مقاعدهم. لويد جورج يزالون يدعون أن يقود الحكومة الليبرالية، لكنه كان على نحو متزايد تحت تأثير حزب المحافظين شبابها. الحزب الليبرالي أبدا استردادها. 

## الملكية

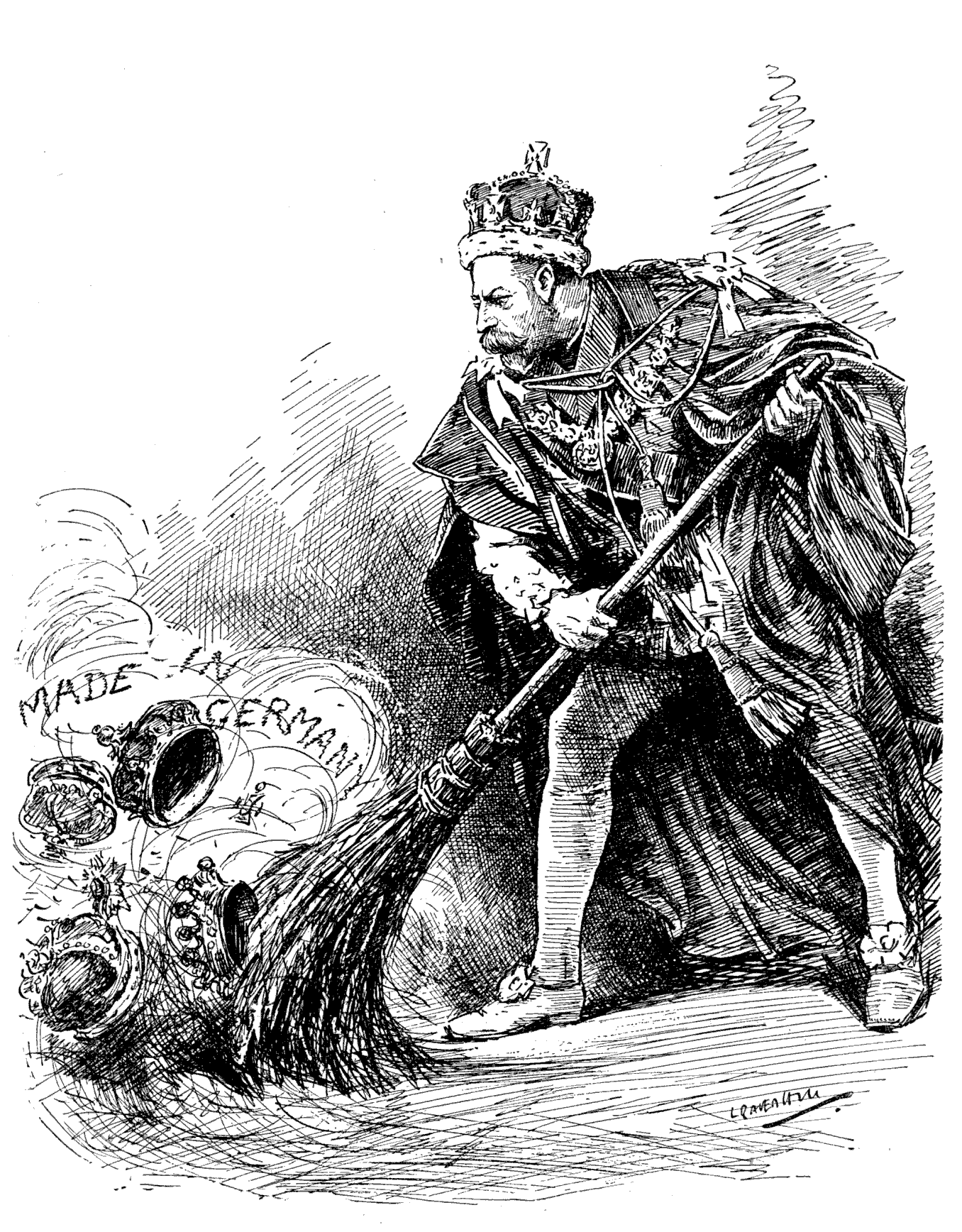
"وبئس المصير"
ولكمة 1917 الكرتون يصور الملك جورج جرفت الألقاب الألمانية.

واجه البيت الملكي البريطاني مشكلة خطيرة خلال الحرب العالمية الأولى بسبب روابط الدم لأسرة الحاكمة في ألمانيا، عدو بريطانيا رئيس في الحرب. قبل الحرب، كانت العائلة المالكة البريطانية والمعروفة باسم البيت ساكس كوبورج وغوتا. في عام 1910، أصبح جورج الخامس ملك المملكة المتحدة في وفاة والده، الملك إدوارد السابع، وبقي الملك طوال فترة الحرب. وكان ابن عم الأول من الألمانية القيصر فيلهلم الثاني، الذي جاء ليرمز كل من ويلات الحرب. الملكة ماري، على الرغم من أن بريطانيا مثل والدتها، وكانت ابنة دوق تيك، وهو سليل البيت الملكي الألمانية فورتمبيرغ. خلال الحرب كتب هربرت جورج ويلز عن «محكمة الغريبة وغير ملهم» البريطانية، وجورج أجاب الشهيرة: «قد أكون غير ملهم، ولكن سأكون ملعون إذا أنا الغريبة»
في 17 تموز 1917، لتهدئة المشاعر القومية البريطانية، أصدر الملك جورج أمر في المجلس التي غيرت اسم العائلة المالكة البريطانية إلى قصر وندسور. انه اعتمد على وجه التحديد ويندسور كما لقب لجميع أحفاد الملكة فيكتوريا ثم الذين يعيشون في المملكة المتحدة، باستثناء النساء اللواتي تزوجن في الأسر الأخرى وأحفادهم. هو وأقاربه الذين كانوا الرعايا البريطانيين التخلي عن استخدام جميع العناوين والأساليب الألمانية، واعتمد الألقاب الإنجليزية. جورج تعويض العديد من أقاربه الذكور من خلال خلق لهم أقرانهم البريطانية. وهكذا، ابن عمه، الأمير لويس من باتنبرغ، أصبح لويس مونتباتن، 1ST المركيز من ميلفورد هافن، بينما شقيقه في القانون، دوق تيك، أصبح أدولفوس كامبريدج، 1ST المركيز كامبريدج. آخرون، مثل الأميرة ماري لويز شليزفيغ-هولشتاين والأميرة فيكتوريا هيلانة شليسفيغ هولشتاين، توقفت ببساطة عن طريق استخدام التسميات أراضيها. تم تبسيط هذا النظام أيضا لأعضاء تمليك للعائلة المالكة. أقارب العائلة المالكة البريطانية الذين قاتلوا على الجانب الألماني كان ببساطة قطع. علقت الألقاب البريطانية من خلال أمر 1919 في المجلس وفقا لأحكام قانون الحرمان 1917 العناوين.
]]
التطورات في روسيا تشكل مجموعة أخرى من القضايا للملكية. كان القيصر الروسي نيقولا الثاني ابن عم الملك جورج والملوك اثنين بدت كثيرا على حد سواء. عندما أطيح نيكولاس في الثورة الروسية عام 1917، وقد أعدت الحكومة البريطانية لتقديم اللجوء إلى القيصر وعائلته. ومع ذلك، تدهور الأوضاع للشعب البريطاني، والمخاوف من أن الثورة قد تأتي إلى الجزر البريطانية، بقيادة جورج الخامس إلى الاعتقاد بأن وجود رومانوف في المملكة المتحدة قد يبدو غير مناسب للجمهور. سجلات سكرتير الملك الخاص، تشير إلى أن جورج الخامس مقابل منح حق اللجوء لرومانوف، ضد نصيحة لويد جورج.
كان حريصا على المشاركة في الحرب لكن رفضت الحكومة السماح لها، نقلا عن الضرر الهائل الذي يمكن أن يحدث إذا تم القبض على وريث العرش - أمير ويلز - المستقبلي إدوارد الثامن. على الرغم من ذلك، شهدت إدوارد حرب الخنادق في متناول اليد الأولى ومحاولة لزيارة خط الجبهة بقدر ما يستطيع، والذي حصل على الصليب العسكرية في عام 1916. دوره في الحرب، وإن كان محدودا، أدت إلى شعبية كبيرة له بين قدامى المحاربين الصراع. 

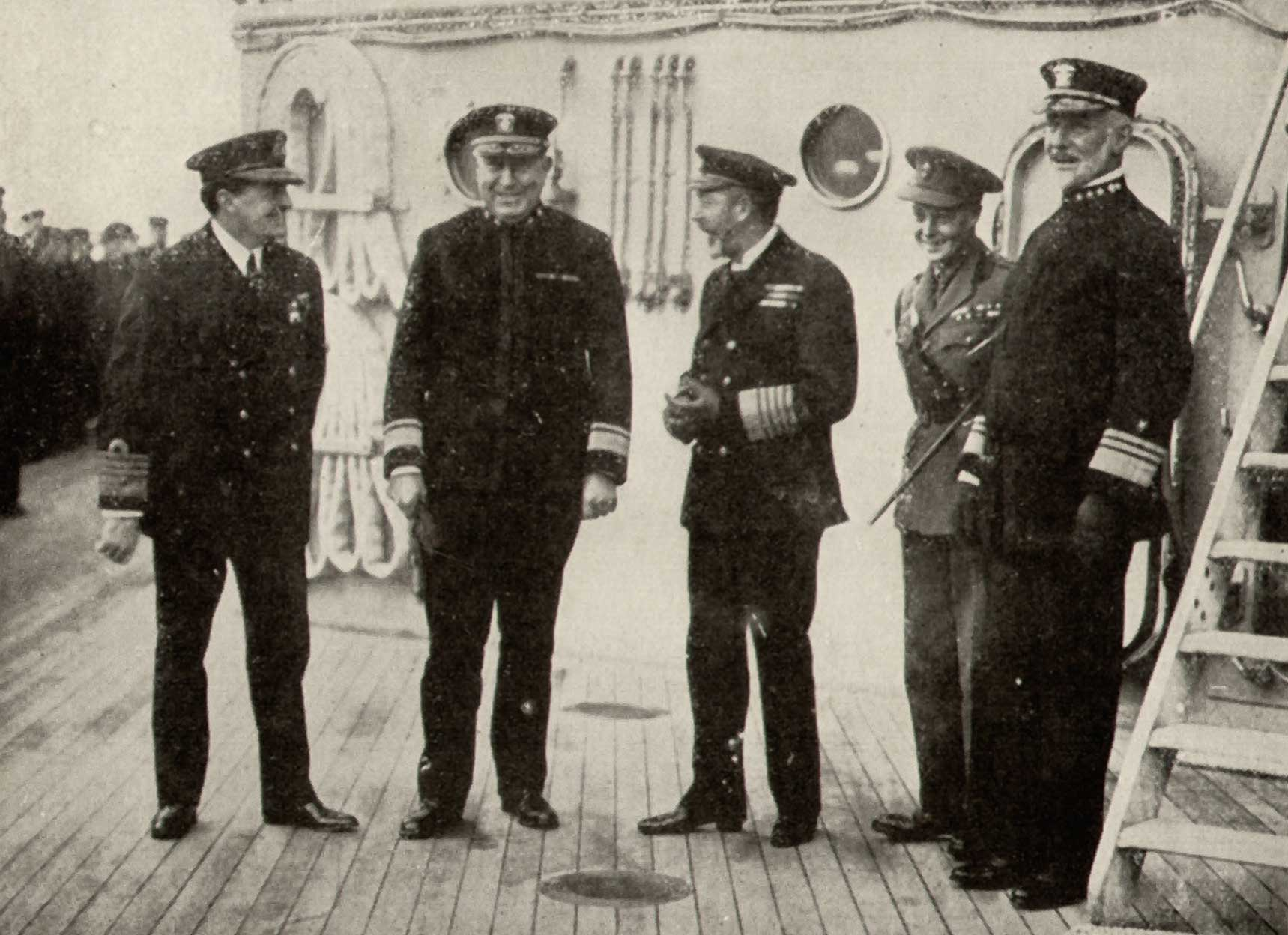
الملك جورج الخامس وابنه أمير ويلز يزور جراند الأسطول في عام 1918. من اليسار إلى اليمين: الأدميرال ديفيد بيتي، RN. الاميرال هيو رودمان، الأسطول الأميركي. الملك جورج الخامس؛ أمير ويلز؛ نائب الأدميرال وليام س. سيمز، الأسطول الأميركي

وأعرب أعضاء آخرون من العائلة المالكة المشاركة بالمثل. الأمير ألبرت دوق يورك (لاحقا الملك جورج السادس)، كلف في البحرية الملكية ورأى عمل كضابط برج على متن سفينتى كولينجوود في معركة جوتلاند ولكن رأيت أي إجراء آخر في الحرب، إلى حد كبير بسبب سوء حالته الصحية. زارت الأميرة ماري، ابنة الملك الوحيدة والمستشفيات ومنظمات الرعاية مع والدتها، والمساعدة في مشاريع لإعطاء الراحة للجنود البريطانيين والمساعدة لأسرهم. كان واحدا من هذه المشروعات صندوق هدايا عيد الميلاد الأميرة ماري، التي من خلالها تم ارساله بقيمة 162,000 £ من الهدايا لجميع الجنود والبحارة البريطانيين في عيد الميلاد عام 1914. تولى وقالت بدور فعال في تعزيز حركة المرشدات والمساعدات مفرزة للتبرعات (VAD)، بنات الأراضي وفي عام 1918، أخذت دورة للتمريض وذهب للعمل في مستشفى جريت أورموند ستريت. 

## قوات جلالة الملك

### الجيش

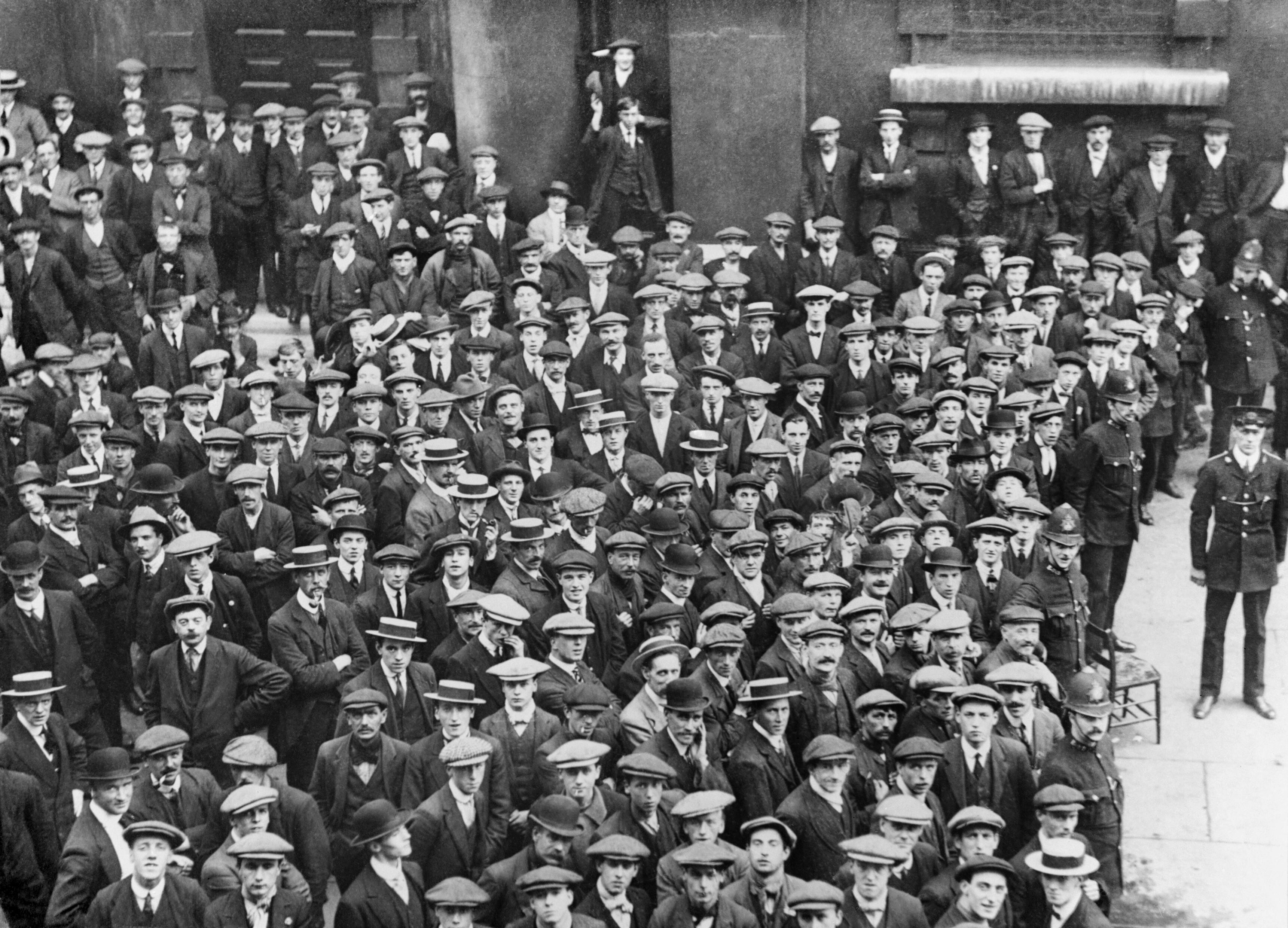
أغسطس 1914: المتطوعين للجيش لندن في انتظار رواتبهم فيسانت مارتن في داخل الحقول.

الجيش البريطاني خلال الحرب العالمية الأولى كانت صغيرة في حجمها بالمقارنة مع القوى الأوروبية الكبرى الأخرى. في عام 1914، كان البريطانيون الصغيرة، والمناطق الحضرية إلى حد كبير اللغة الإنجليزية، قوة من المتطوعين من 400,000 جندي، نصفهم تقريبا تم نشرها في الخارج لحامية الإمبراطورية البريطانية. (في أغسطس عام 1914، ونشرت 74 من كتائب المشاة 157 و 12 من أفواج الفرسان 31 الخارج.) وشمل هذا المجموع الجيش النظامي والاحتياط في سلاح الإقليمية. شكلوا القوة البريطانية الاستطلاعية، للخدمة في فرنسا. كان مقدرا كتلة من المتطوعين في 1914-1915، والمعروف شعبيا باسم جيش كيتشنر، للذهاب إلى العمل في معركة السوم. في يناير 1916، وقدم التجنيد، وبحلول نهاية عام 1918، كان الجيش قد بلغ ذروته من قوة أربعة ملايين الرجال.

### البحرية الملكية

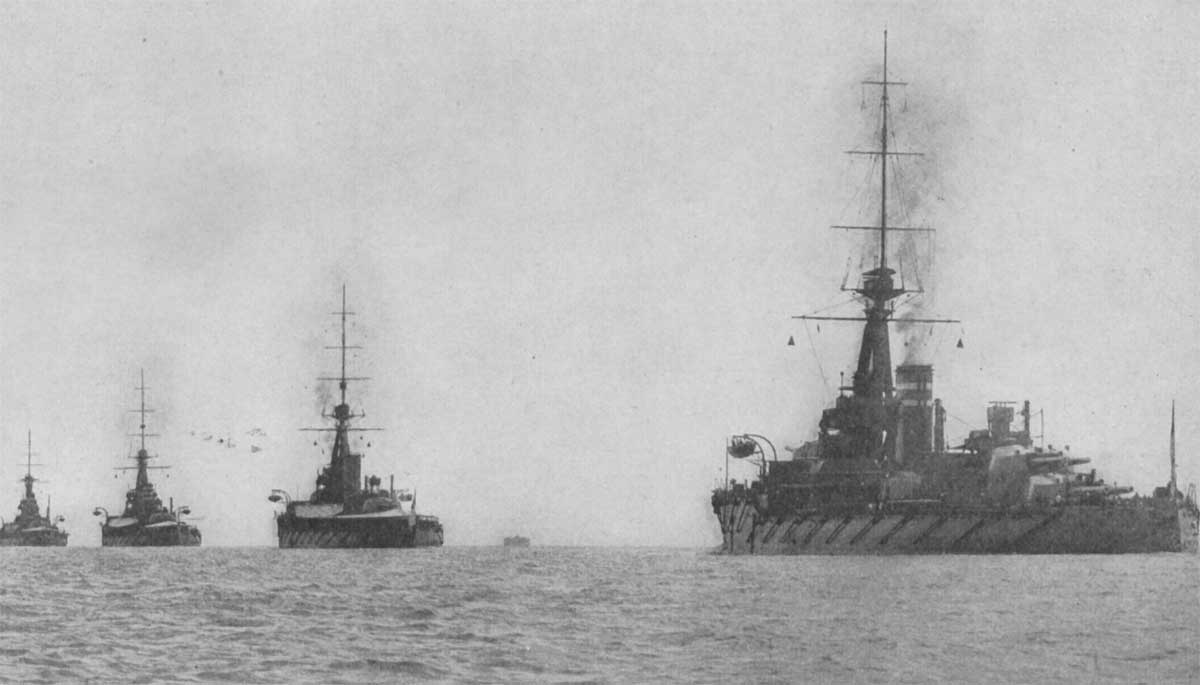
سفن من 2 معركة سرب من البحرية الملكية الكبرى الأسطول

وكان سلاح البحرية الملكي في بداية الحرب أكبر البحرية في العالم الواجبة، بالنسبة للجزء الأكبر، إلى قانون البحرية الدفاع 1889 ومستوى الطاقة اللذين دعا القوات البحرية للحفاظ على عدد من البوارج مثل قوتهم على الأقل كان مساويا لقوة مشتركة من المقبلتين أكبر القوات البحرية في العالم، والتي كانت في تلك المرحلة فرنسا وروسيا.
تم نشر جزء كبير من القوة البحرية الملكية في المنزل في جراند الأسطول، مع الهدف الأساسي من رسم الألمانية في أعالي البحار الأسطول إلى الاشتباك. أي نصر حاسم وجاء من أي وقت مضى. البحرية الملكية والقوات البحرية الإمبراطورية الألمانية لم تتلامس، ولا سيما في معركة هليغولاند خليج، وفي معركة جوتلاند. ونظرا لأعدادهم أقل شأنا وقوة النيران، وابتكر الألمان خطة لرسم جزء من الأسطول البريطاني في فخ ووضعها حيز التنفيذ في جوتلاند مايو 1916، ولكن النتيجة كانت غير حاسمة. في أغسطس 1916، حاول أسطول أعالي البحار عملية الترغيب مماثلة، وكان «محظوظا للهروب إبادة». الدروس المستفادة من البحرية الملكية في جوتلاند جعلت منها قوة أكثر فعالية في المستقبل. 
في عام 1914، كانت البحرية تشكل أيضا 63 (البحرية الملكية) قسم من جنود الاحتياط، وهذا عمل على نطاق واسع في منطقة البحر الأبيض المتوسط وعلى الجبهة الغربية. وأصيب ما يقرب من نصف الضحايا البحرية الملكية خلال الحرب من قبل هذا التقسيم، والقتال على الأرض وليس في البحر.

### الخدمات الجوية البريطانية

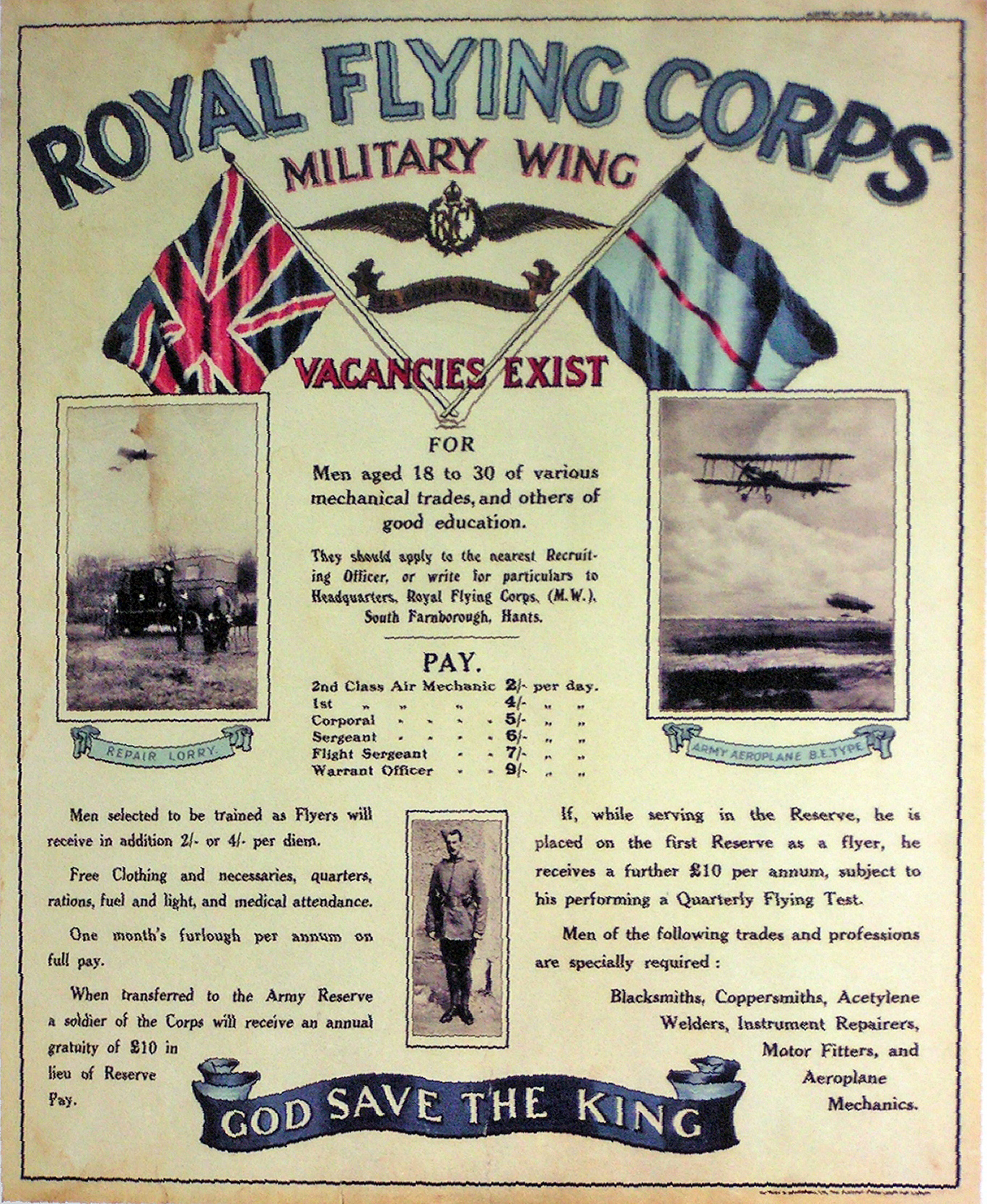
سلاح الطيران الملكي
Almost half of the Royal Navy casualties during the War were sustained by this division, fighting on land and not at sea.

في بداية الحرب، والطائر فيلق الملكي (RFC)، بقيادة ديفيد هندرسون قد ارسل إلى فرنسا واستخدم لأول مرة عن اكتشاف الجوي في سبتمبر 1914، لكنه أصبح فقط كفاءة عندما أتقنت استخدام الاتصالات اللاسلكية في اوبيرس ريدج في مايو وحاول 9 1915. التصوير الجوي خلال عام 1914، ولكن مرة أخرى أصبح فعالة إلا في العام المقبل. في عام 1915 حل محل هيو ترنشارد هندرسون واعتمد RFC الموقف العدواني. بحلول عام 1918، يمكن أن تتخذ الصور الفوتوغرافية من 15000 قدم (4600 م)، وتفسر بأكثر من 3000 فرد. لم الطائرات لا تحمل المظلات حتى عام 1918، على الرغم من أنها كانت متاحة منذ ما قبل الحرب. في 17 آب 1917، قدم الأمين العام جان سموتس تقريرا إلى مجلس الحرب حول مستقبل القوة الجوية. بسبب إمكاناتها ل«تدمير أراضي العدو وتدمير المراكز الصناعية والمكتظة بالسكان على نطاق واسع»، وأوصى أن تتشكل خدمة جوية جديدة من شأنها أن تكون على مستوى مع الجيش والبحرية. تشكيل الخدمة الجديدة ولكن من شأنه أن يجعل تحت المستخدمة الرجال وآلات للخدمة البحرية الملكية الجوية (رنس) المتاحة للعمل في الجبهة الغربية، وكذلك إنهاء الخصومات بين الخدمة في بعض الأحيان قد تتأثر سلبا شراء الطائرات. في 1 نيسان 1918، تم دمج في RFC ورنس لإنشاء خدمة جديدة، سلاح الجو الملكي (RAF). 

## التوظيف والتجنيد

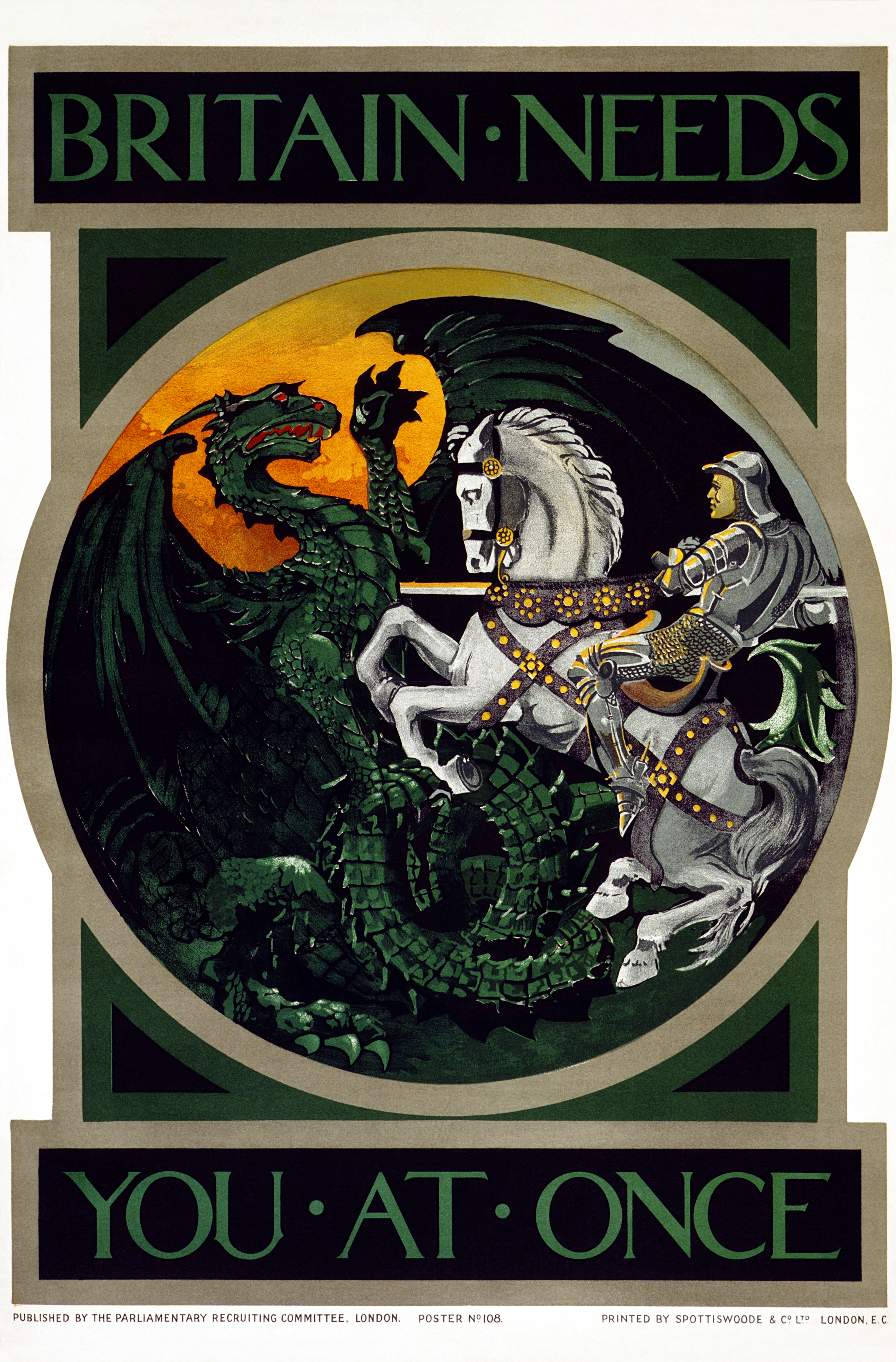
ملصق لجنة التوظيف البرلمانية، ويضم سانت جورج والتنين.

ولا سيما في المراحل الأولى من الحرب، وكثير من الرجال، قرر لمجموعة واسعة من الأسباب «للانضمام» إلى القوات المسلحة من قبل 5 سبتمبر 1914، أكثر من 225,000 قد وقعت للقتال من أجل ما أصبح يعرف باسم جيش كيتشنر. على مدار الحرب، ساهم عدد من العوامل في معدلات التوظيف، بما في ذلك حب الوطن، وعمل لجنة التوظيف البرلمانية في ملصقات إنتاج، تتضاءل فرص عمل بديلة، وحرص على مغامرة للهروب روتين ممل. كتائب الزملاء، حيث أثيرت كتائب بأكملها من منطقة جغرافية صغيرة أو صاحب العمل، وثبت أيضا شعبي. وشوهدت معدلات التوظيف ارتفاع في ويلز واسكتلندا، وإن كان في حالة الويلزية والايرلندية والتوترات السياسية تميل إلى «وضع شيء من آفة على التجنيد».
بقي التوظيف ثابت إلى حد كبير من خلال 1914 وأوائل عام 1915، لكنه انخفض بشكل كبير خلال السنوات الأخيرة، وخاصة بعد الحملة السوم، مما أدى إلى 500,000 وقوع اصابات. ونتيجة لذلك، تم إدخال التجنيد للمرة الأولى في يناير 1916 للرجال واحد، ومددت في مايو ويونيو لجميع الرجال الذين تتراوح أعمارهم بين 18-41 في جميع أنحاء انكلترا وويلز واسكتلندا، عن طريق قوانين الخدمة العسكرية. 
وكانت المراكز الحضرية، مع الفقر والبطالة المفضلة مراكز تجنيد للجيش البريطاني العادي. دندي، حيث كان صناعة الجوت يهيمن عمالة الذكور محدود الإناث واحدة من أعلى نسبة من جنود الاحتياط وخدمة الجنود أكثر من أي مدينة بريطانية أخرى تقريبا. الانزعاج لمستوى أسرهم المعيشي الرجال يترددون في حشد. فقد زادت معدلات التجنيد الطوعي حتى بعد أن ضمنت الحكومة راتبا أسبوعيا للحياة للناجين من الرجال الذين قتلوا أو تعطيل. بعد إدخال التجنيد من يناير 1916 كان كل جزء من البلد المتضرر. 
ان سياسة الاعتماد على المتطوعين انخفاض حاد في قدرة الصناعة الثقيلة لإنتاج الذخائر اللازمة للحرب. تقارير مؤرخ RJQ آدامز أن 19٪ من الرجال في صناعة الحديد والصلب دخلت الجيش، و 22٪ من عمال المناجم، و 20٪ في الصفقات الهندسة و 24٪ في الصناعات الكهربائية، و 16٪ بين الحرفيين الأسلحة الصغيرة، و 24٪ من الرجال الذين كانت تشارك في صنع متفجرات عالية. وردا على ذلك تم تحديد أولويات الصناعات الهامة على الجيش («المهن محفوظة»)، بما في ذلك الذخائر، وإنتاج الغذاء والسفن التجارية.

### أزمة التجنيد لعام 1918
في أبريل 1918 أحضر التشريع إلى الأمام مما سمح لتمديد التجنيد إلى ايرلندا. وإن كان هذا في نهاية المطاف لم تتحقق، وكان تأثير «كارثية». وعلى الرغم من أعداد كبيرة التطوع للأفواج الايرلندية، فكرة التجنيد الإجباري أثبتت التي لا تحظى بشعبية. واستند رد الفعل ولا سيما على حقيقة أن تنفيذ التجنيد في أيرلندا ارتبط إلى تعهد «قدر من الحكم الذاتي في أيرلندا». الربط بين التجنيد والقاعدة الرئيسية في هذه الطريقة غضب الأحزاب الايرلندية في وستمنستر، الذين خرجوا احتجاجا، وعاد إلى أيرلندا لتنظيم المعارضة. ونتيجة لذلك، كان يسمى الإضراب العام، وفي 23 نيسان 1918، وتوقف العمل في السكك الحديدية والموانئ والمصانع والمطاحن والمسارح ودور السينما والترام، والخدمات العامة، وأحواض السفن، والصحف، والمحلات التجارية، وحتى مصانع الذخائر الرسمية. وقد وصفت الهجوم بأنه «تام وكامل، وهو حدث غير مسبوق خارج بلدان القارة». في النهاية كان تأثير على فقدان تام للاهتمام في القاعدة الرئيسية والدعم الشعبي لحزب الايرلندي القومي الذين هزموا بشكل مباشر من قبل الحزب الجمهوري الانفصالي الشين فين في ديسمبر 1918 الانتخابات العامة الايرلندية، واحدة من السلائف الحرب الأنجلو-الأيرلندية. 

## الغارات البحرية والجوية

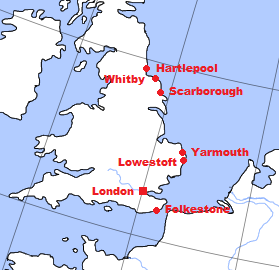
وتركزت عمليات القصف الألمانية على الساحل الشرقي لإنجلترا

في بداية الحرب العالمية الأولى، لأول مرة منذ الحروب النابليونية، بلغ عدد سكان الجزر البريطانية في خطر الهجوم من الغارات البحرية. وجاء في البلاد أيضا لهجوم من الغارات الجوية والطائرات ذات الأجنحة الثابتة. 

### الغارات البحرية
غارة على يارموث، التي وقعت في نوفمبر تشرين الثاني عام 1914، وكان هجوم من قبل البحرية الألمانية في ميناء بحر الشمال البريطاني وبلدة غريت يارموث. ولحقت أضرار قليلا إلى المدينة نفسها، منذ قذائف سقطت فقط على الشاطئ مرة واحدة توقفت السفن الألمانية زرع الألغام البحرية التي المدمرات البريطانية. غرقت واحدة غواصة بريطانية في انفجار لغم اثناء محاولته مغادرة الميناء ومهاجمة السفن الألمانية، في حين غرقت واحدة مدرع الألماني بعد ضرب منجمين خارج المنزل الميناء الخاص بها.

### قصف يارموث ووستوفت
في أبريل 1916 سرب الألماني مع المرافق طرادات ومدمرات قصف الموانئ الساحلية يارموث ووستوفت. على الرغم من أن الموانئ كان بعض الأهمية العسكرية، وكان الهدف الرئيسي للغارة لإغراء من الدفاع عن السفن التي يمكن بعد ذلك التقطت قبالة إما عن طريق سرب battlecruiser أو من قبل أسطول كامل أعالي البحار، والتي كانت تتمركز في عرض البحر على استعداد للتدخل إذا فرصة قدمت نفسها. وكانت النتيجة غير الحاسمة: كانت وحدات البحرية الملكية القريبة صغيرة جدا لتدخل بذلك إلى حد كبير أبقت واضحة عن الألمانية، وسحبت السفن الألمانية قبل أول بريطاني الاستجابة السريعة سرب أو جراند أسطول يمكن أن تصل. 

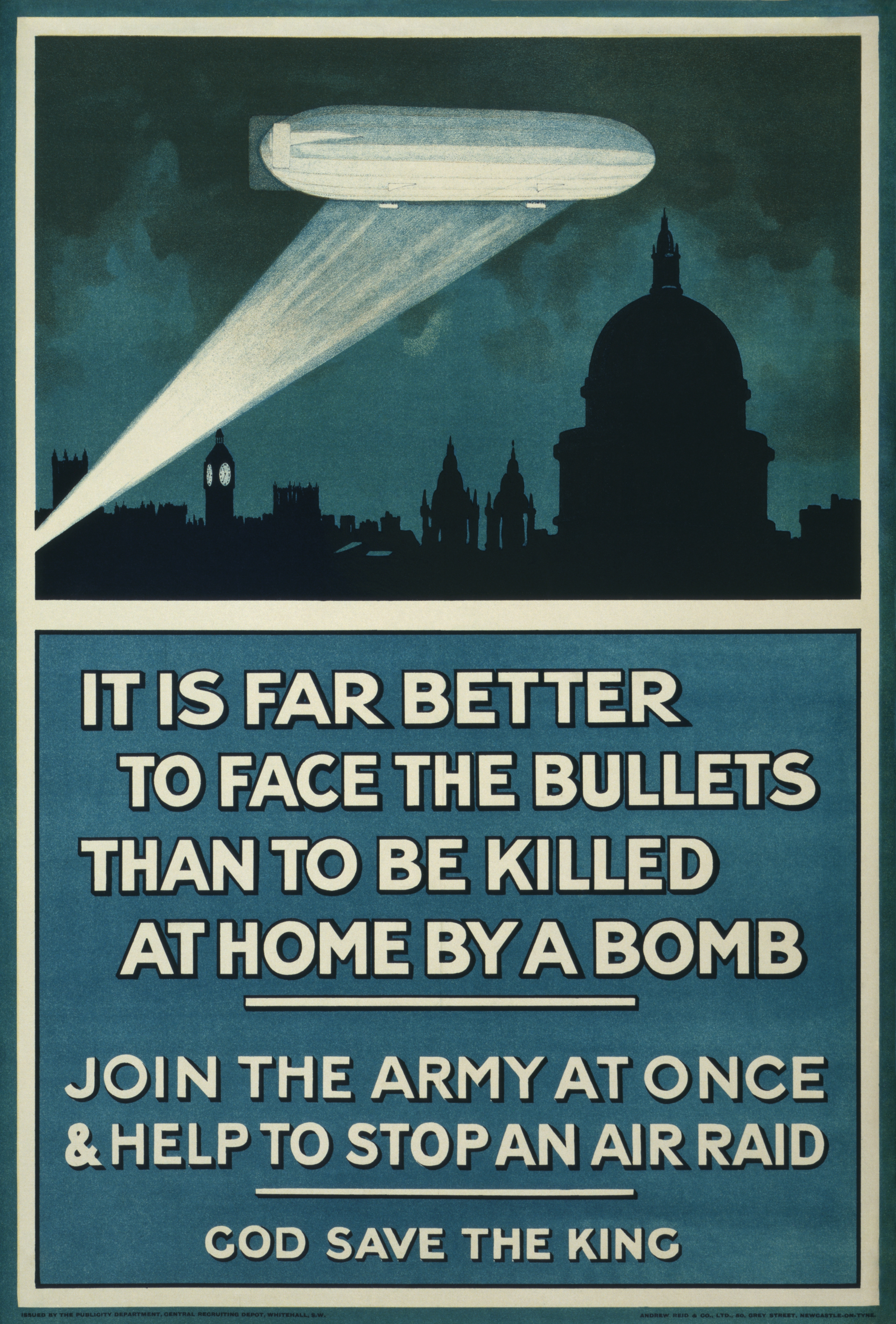
ملصق الدعاية البريطانية من عام 1915، بالاعتماد على الخوف من الهجمات منطاد للمساعدة في التوظيف

### الغارات الجوية
قصفت الطائرة الألمانية المدن على الساحل الشرقي، ابتداء من يوم 19 يناير 1915 مع غريت يارموث. وقد ضرب لندن أيضا في وقت لاحق من العام نفسه، يوم 31 مايو. دعاية دعم المجهود الحربي البريطاني غالبا ما تستخدم هذه الغارات لصالحها: واحد ملصق التوظيف وادعى: «إنه أفضل بكثير لمواجهة الرصاص من يتعرضون للقتل في المنزل في انفجار قنبلة» (انظر الصورة). رد الفعل من الجمهور، ومع ذلك، كان مختلطا. بينما 10,000 زار سكاربورو لعرض الضرر هناك، حسبما ذكرت ومسارح لندن وجود عدد أقل من الزوار خلال فترات «منطاد الطقس» -dark، ليال الجميلة.
طوال 1917 بدأت ألمانيا إلى نشر أعداد من المفجرين الثابتة الجناحين زيادة والهدف غوتا G.IV الأول يجري فولكستون في 25 أيار 1917، في أعقاب هذا الهجوم عدد من الغارات المنطاد انخفض بسرعة لصالح غارات شنتها الطائرات ذات الأجنحة الثابتة، قبل الغارات منطاد وقد ألغى تماما. في المجموع، انخفض Zeppelins 6000 القنابل، مما أسفر عن 556 قتيلا و 1357 جريح. بعد وقت قصير من الغارة على فولكستون، بدأت القاذفات غارات على لندن: هجوم في وضح النهار واحد يوم 13 يونيو 1917 14 تسببت 162 حالة وفاة في الطرف الشرقي من لندن. وردا على هذا التهديد الجديد، وعين اللواء إدوارد بيلي أشمور، وهو طيار RFC الذي قاد في وقت لاحق قسم المدفعية في بلجيكا لوضع نظام متطور لكشف والاتصال والسيطرة، ونظام، ودعا دائرة مراقبة متروبوليتان، اكتنف منطقة الدفاع الجوي لندن، وسوف تمتد في وقت لاحق شرقا نحو السواحل كنتيش وإسيكس. كانت خدمة مراقبة متروبوليتان تعمل بكامل طاقتها حتى أواخر صيف عام 1918 (آخر غارة الألمانية التي تجري في 19 أيار 1918). أثناء الحرب، قام الألمان من أصل 51 غارات المنطاد و 52 غارات مفجر ذات الأجنحة الثابتة في المملكة المتحدة، الذي انخفض معا 280 طن من القنابل. وبلغت الخسائر إلى 1413 قتلوا، وأصيب 3409. نجاح تدابير الدفاع المضادة للطائرات كانت محدودة. الطائرة 397 التي شاركت في الغارات، وقتل أكثر من 24 أسفل (على الرغم من 37 فقدت أكثر في الحوادث)، على الرغم من معدل يقدر ب 14,540 قذائف مضادة للطائرات للطائرة الواحدة. وكانت الدفاعات المضادة للمنطاد أكثر نجاحا، مع 17 طلقة أسفل و 21 وخسر في الحوادث. 

## الإعلام

### دعاية

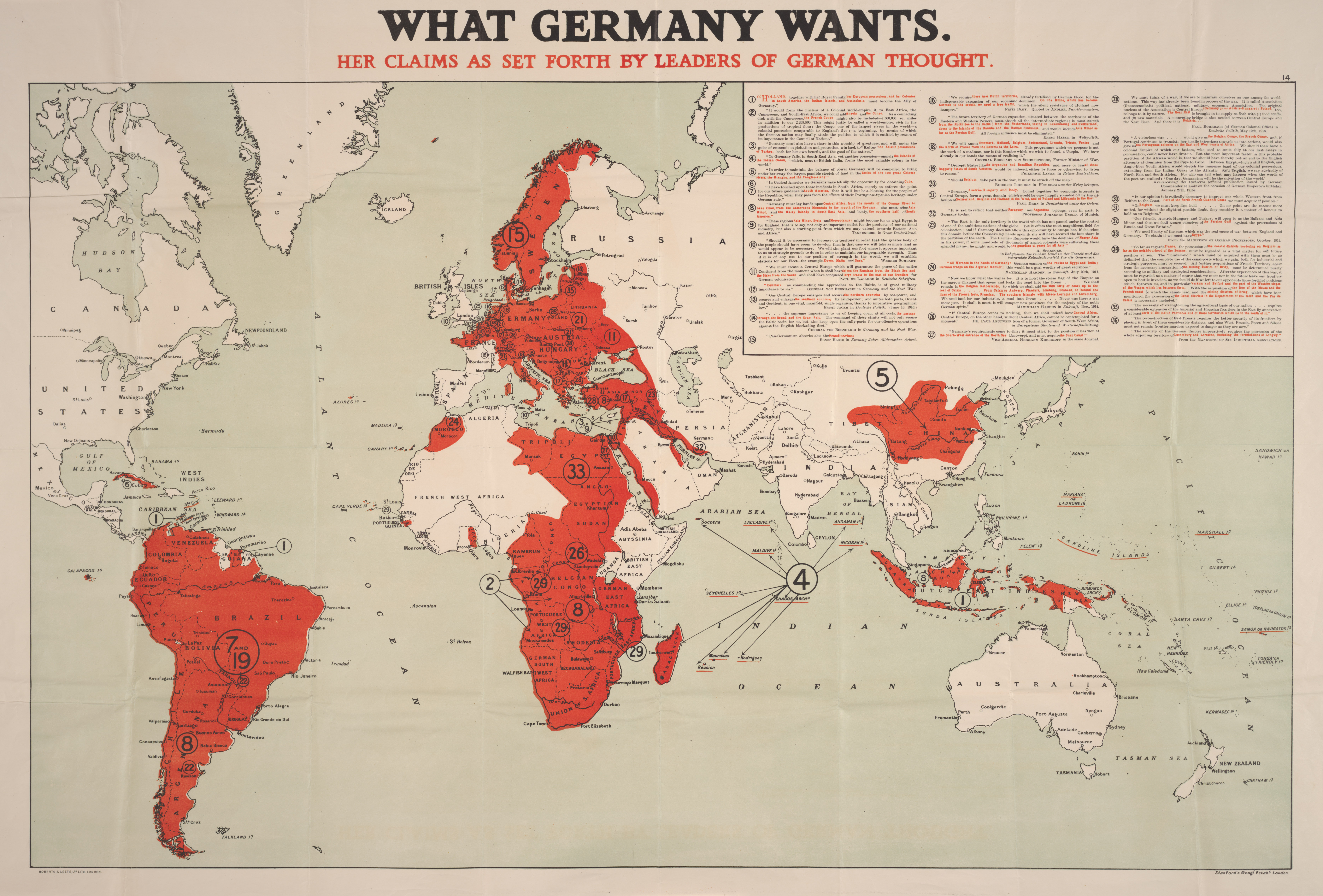
نسخة من خريطة العالم الذي يمثل المناطق التي "ألمانيا تريد" إدوارد ستانفورد في عام 1917.

الدعاية والرقابة مرتبطة بشكل وثيق خلال الحرب. واعترف بالحاجة للحفاظ على الروح المعنوية ومواجهة الدعاية الألمانية في وقت مبكر من الحرب، وأنشئ مكتب الدعاية الحربية تحت قيادة تشارلز Masterman في سبتمبر 1914. ومكتب جند الكتاب البارزين مثل هربرت جورج ويلز، آرثر كونان دويل، روديارد كبلنغ كذلك كما رؤساء تحرير الصحف. حتى إلغائها في عام 1917، نشرت دائرة من 300 كتاب والنشرات في 21 لغة، موزعة على 4000 دعاية يصور كل أسبوع، وعممت الخرائط، والرسوم، والشرائح فانوس إلى وسائل الاعلام. كما كلف Masterman أفلام عن الحرب مثل معركة السوم، والتي ظهرت في أغسطس عام 1916، في حين كانت المعركة لا تزال جارية كما رفع معنويات وبشكل عام فإنه اجتمع مع حظوة. ذكرت صحيفة نيويورك تايمز في 22 أغسطس 1916 أن «الجماهير المزدحمة... كانت مهتمة وبسعادة غامرة أن يكون واقع الحرب سببت ذلك بشكل واضح من قبلهم، وإذا كانت المرأة قد أحيانا لاغلاق عيونهم من الفرار لحظة من مأساة حصيلة المعركة التي يعرض فيلم والرأي ويبدو أن عام أنه كان من الحكمة أن الناس في الداخل يجب أن يكون هذا محة عما جنودنا يفعلون والجرأة والمعاناة في بيكاردي». 

### الصحف
وكانت الصحف خلال الحرب خاضعة للدفاع عن قانون المملكة، الذي كان في نهاية المطاف لائحتين تقيد ما يمكن أن نشر: المادة 18، الذي يحظر تسرب معلومات عسكرية حساسة، القوات والشحن الحركات. والمادة 27، والتي جعلت من جريمة «نشر تقارير كاذبة»، «نشر التقارير التي كانت قد يمس تجنيد»، «يقوض الثقة العامة في البنوك أو العملة» أو يسبب «السخط لصاحب الجلالة». حيث أن مكتب الصحافة الرسمية (ليس لديها أي صلاحيات قانونية حتى نيسان 1916)، ورؤساء تحرير الصحف وأصحاب تعمل على لا يرحم الرقابة الذاتية. بعد أن عملت لحكومة وبارونات الصحافة الفيكونت روثرمير، البارون بيفر بروك (في بحر من الجدل)، والفيكونت Northcliffe استلام جميع الألقاب. لهذه الأسباب، وقد خلص إلى أن الرقابة، التي كانت في أوجها قمع المجلات الاشتراكية فقط (لفترة وجيزة على الجناح الأيمن من الكرة الأرضية) كان أقل تأثير على الصحافة البريطانية من التخفيضات في إيرادات الإعلانات والزيادات في التكاليف التي تواجه أيضا خلال حرب. واحد ثغرة كبيرة في الرقابة الرسمية على عاتق الامتياز البرلماني، عندما قال أي شيء في البرلمان يمكن الإبلاغ عنها بحرية. كان الفعل الأكثر الشائنة للرقابة في الأيام الأولى من الحرب غرق سفينتى جريء في أكتوبر عام 1914، عندما وجهت الصحافة عدم الإبلاغ عن فقدان، على الرغم من غرق السفينة التي لاحظها الركاب على الخطوط الملاحية المنتظمة RMS الأولمبية، وسرعان ما ذكرت في الصحافة الأميركية.
وتضمنت الصحف الأكثر شعبية في الفترة مثل نيويورك تايمز، صحيفة الديلي تلغراف وعلى مورنينج بوست والصحف الأسبوعية مثل والجرافيك والدوريات مثل جون بول، الذي ادعى التداول الأسبوعي من 900,000. وقد انعكس الطلب العام على أخبار الحرب في زيادة مبيعات الصحف. بعد الغارة البحرية الألمانية في ناديه وسكاربورو، خصصت صحيفة ديلي ميل ثلاث صفحات كاملة على الغارة وذكرت النشرة الاخبارية المسائية أن الصحيفة قد بيعت من قبل 09:15 في الصباح، حتى مع أسعار مبالغ فيها. زيادة ديلي ميل نفسها المتداولة من 800,000 يوميا عام 1914 ل1.5 مليون بحلول 1916.

### المجلات الجديدة
كان تعطش الجمهور للأخبار والمعلومات في جزء راض عن طريق المجلات الإخبارية، والتي كانت مكرسة لتغطية الحرب. وكان من بينهم وغيرهم الحرب المصور، الحرب المصور الأخبار، والحرب المصورة، وامتلأت ببذخ مع الصور والرسوم التوضيحية، بغض النظر عن جمهورهم المستهدف. تم إنتاج المجلات لجميع الطبقات، وتراوحت سواء في السعر ولهجة. ساهم العديد من الكتاب الشهير خلافهما تجاه هذه المنشورات، والتي كان هربرت جورج ويلز، آرثر كونان دويل وروديارد كبلنغ ثلاثة أمثلة. اختلفت قواعد التحرير. في المنشورات أرخص خصوصا اعتبر أكثر أهمية لخلق حس وطني من ترحيل ما يصل إلى لدقائق أنباء عن تطورات الجبهة. كانت قصص الفظائع الألمانية شائعة. 

## الاقتصاد
النجاح البريطاني تمكن من اقتصاد الحرب. لم تكن هناك خطة ما قبل الحرب لتعبئة الموارد الاقتصادية. وتم فرض قيود ببطء، كما جاءت الحاجة الملحة واحد آخر. مع مدينة لندن عاصمة المال في العالم، كان من الممكن للتعامل مع المالية بسلاسة. في كل أنفقت بريطانيا 4 ملايين جنيه كل يوم على المجهود الحربي.
الاقتصاد (من حيث الناتج المحلي الإجمالي) نما حوالي 14٪ 1914-1918 على الرغم من غياب عدد كبير من الرجال في الخدمات؛ على النقيض من ذلك الاقتصاد الألماني انكمش بنسبة 27٪. شهدت الحرب انخفاض استهلاك المدنيين، مع إعادة توزيع رئيسي إلى الذخائر. ارتفعت حصة الحكومة من الناتج المحلي الإجمالي من 8٪ في عام 1913 إلى 38٪ في عام 1918 (مقارنة ب 50٪ في 1943). أجبرت الحرب بريطانيا لاستخدام الاحتياطيات المالية واقتراض مبالغ كبيرة من الدائنين من القطاع الخاص والحكومة في الولايات المتحدة. سمحت شحنات من المواد الخام الأمريكية والغذاء بريطانيا على إطعام نفسها وجيشها مع الحفاظ على الإنتاجية له. كان تمويل ناجحة عموما، وموقف مالي قوي في المدينة التقليل من الآثار الضارة للتضخم، خلافا لظروف أسوأ بكثير في ألمانيا. انخفض الاستهلاك الكلي المستهلك 18٪ من 1914 إلى 1919. النقابات العمالية شجعت كما نمت عضوية من 4.1 مليون في 1914 حتي 6500000 في عام 1918، وتبلغ ذروتها في 8.3 مليون في عام 1920 قبل الارتداد إلى 5.4 مليون في عام 1923. وفي اسكتلندا، وصناعة بناء السفن تتوسع بمقدار الثلث. النقابات العمالية تدعم بحماس الحرب، بصرف النظر عن عمال مناجم الفحم الذين كانوا أقل حماسا من ذلك بكثير.

### التقنين

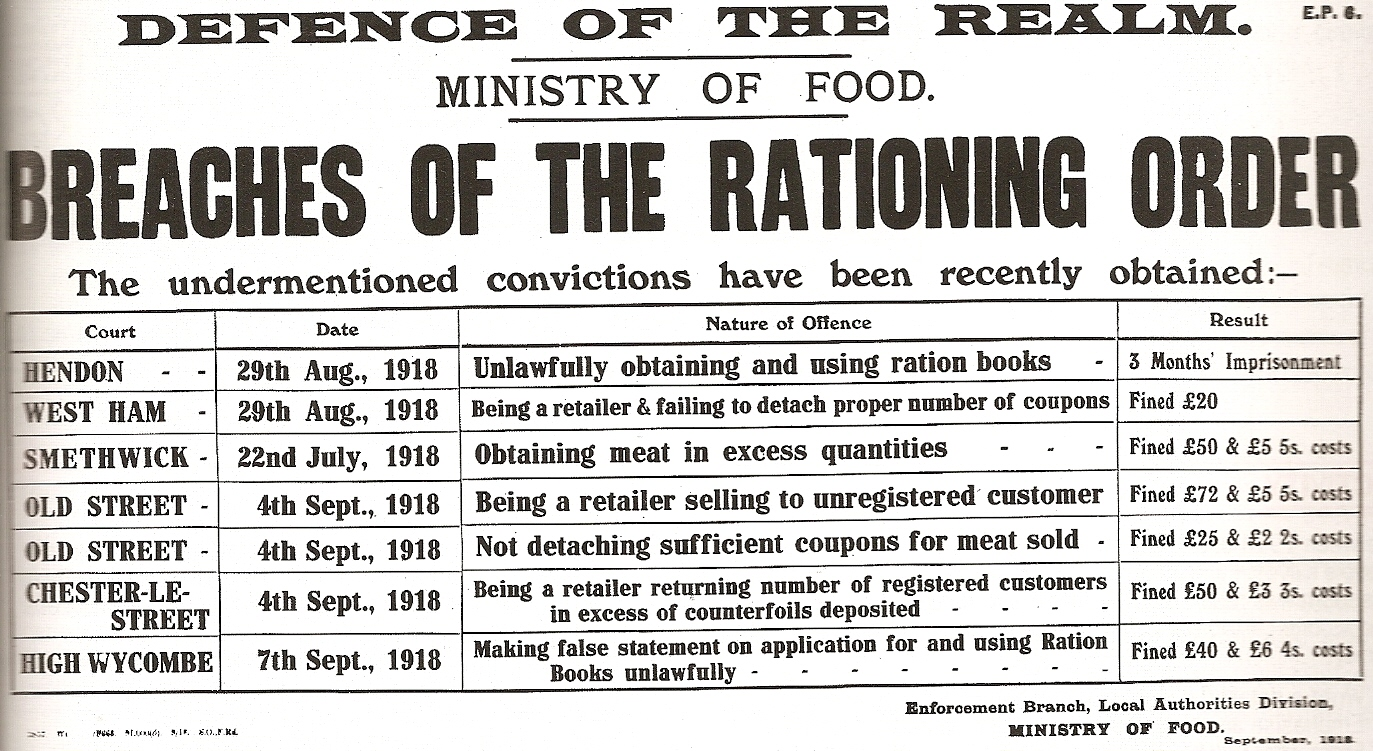
نشرة من الحكومة البريطانية في زمن الحرب تنشر تفاصيل عواقب كسر قوانين التقنين

في خط مع «العمل كالمعتاد» السياسة، كانت الحكومة في البداية مترددة في محاولة للسيطرة على أسواق المواد الغذائية. كما خاض حزب الله من جهود لمحاولة إدخال الحد الأدنى للأسعار في إنتاج الحبوب، على الرغم من الليونة في مجال السيطرة على الواردات الأساسية (السكر واللحوم والحبوب). عندما فعلت إدخال تغييرات، أنها كانت مقتصرة فقط في تأثيرها. في عام 1916، أصبح من غير القانوني أن تستهلك أكثر من دورتين بينما الغداء في مكان الأكل العام أو أكثر من ثلاثة لتناول العشاء. تم إدخال غرامات على أفراد الجمهور وجدت إطعام الحمام أو الحيوانات الضالة.
في كانون الثاني 1917، التي ألمانيا باستخدام U-القوارب (الغواصات) من أجل إغراق الحلفاء ومحايدة في وقت لاحق السفن جلب الغذاء إلى البلاد في محاولة لتجويع بريطانيا على الاستسلام في إطار برنامج حرب الغواصات غير المقيد بها. وقال البرنامج قد أقرها الملك والملكة نفسها وكان رد واحد لهذا التهديد إلى تقنين التطوعي في فبراير 1917. كان الخبز المدعوم من سبتمبر من ذلك العام. دفعت السلطات المحلية اتخاذ الأمور في أيديهم، وقدم تقنين الإلزامي في مراحل ما بين ديسمبر 1917 وفبراير 1918، كما انخفضت امدادات بريطانيا من مخازن القمح لستة أسابيع فقط قيمتها. ويقال أن يكون في معظمها استفاد الصحية للبلد، من خلال "تسوية من استهلاك المواد الغذائية الأساسية. للمساعدة في التقنين، وأدخلت الكتب التموينية في 15 يوليو 1918 لالزبدة، السمن، شحم الخنزير، واللحوم، والسكر. خلال الحرب، انخفض متوسط كمية السعرات الحرارية ثلاثة في المئة فقط، ولكن البروتين ستة في المئة.

### الصناعة

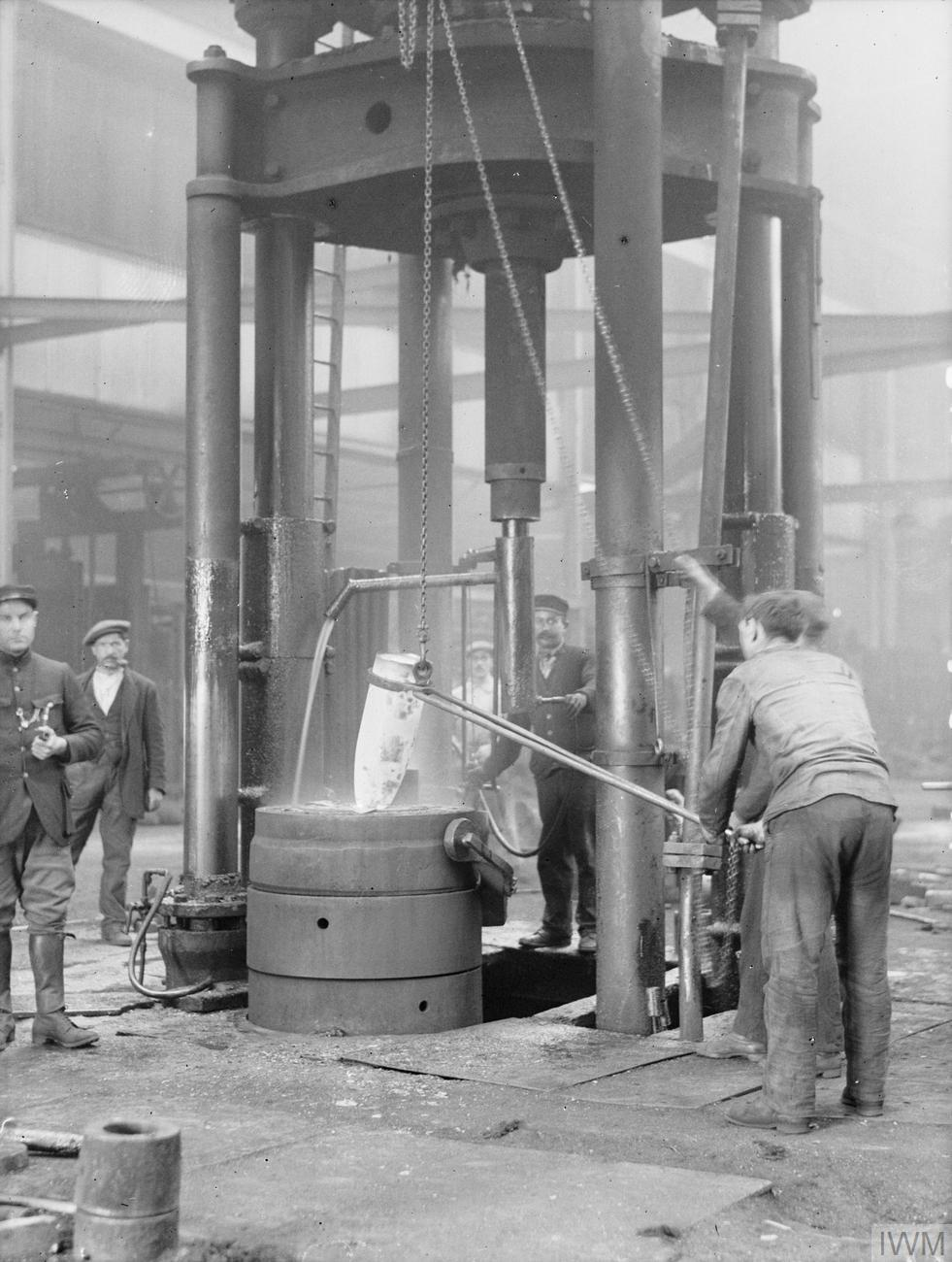
اللاجئين البلجيكيين

وانخفض إجمالي الإنتاج البريطاني بنسبة عشرة في المئة على مدار الحرب، هناك، ومع ذلك، ويزيد في بعض الصناعات مثل الصلب. على الرغم من أن بريطانيا تواجه نقصا قذيفة المثير للجدل، وهذا قد يعزى إلى أوامر غير عادية التي تفرضها الحكومة على اندلاع الحرب (دون القلق من قدرة صناعتها)، بدلا من عدم كفاءة الإنتاج. في عام 1915، شكلت وزارة الذخائر تحت قيادة ديفيد لويد جورج لمراقبة إنتاج الذخائر وحققت نجاحا كبيرا. وبحلول أبريل 1915، كانت قد أرسلت اثنين فقط من مليون طلقة من قذائف إلى فرنسا. بنهاية الحرب كان الرقم بلغت 187 مليون، وقيمتها في السنة من إنتاج ما قبل الحرب من الذخائر الخفيفة يمكن أن تكتمل في أربعة أيام فقط من عام 1918. إنتاج الطائرات في عام 1914 وفرت فرص عمل ل 60,000 من الرجال والنساء؛ بواسطة 1918 الشركات البريطانية وظفت أكثر من 347,000.

### العمل
وكان الإنتاج الصناعي من الذخائر سمة أساسية من الحرب، مع وجود ثلث الرجال في القوى العاملة انتقلت إلى الجيش، وطلب كبير جدا على العمل الصناعي. فيها أعداد كبيرة من النساء مؤقتا. أعطت النقابات دعما قويا لجهود الحرب، تقليص الإضرابات والممارسات التقييدية. تضاعف العضوية من 4.1 مليون في عام 1914، 28.3 مليون في عام 1920. 65 في المئة من أعضاء النقابة قد ارتبط مع مؤتمر نقابات العمال (TUC) في عام 1914، وارتفع إلى 77 في المئة في عام 1920. هيبة حزب العمال لم يكن ابدا أعلى، وأنها وضعت بشكل منهجي قادتها في البرلمان.
وجاءت هذه الذخائر من قانون الحرب 1915 أزمة شركة شل في عام 1915 عندما أصبحت الإمدادات من المواد إلى الجبهة قضية سياسية. نهى قانون الإضرابات والاعتصامات واستبدلها التحكيم الإجباري. وأقام نظام للتحكم في الصناعات الحربية، وأنشأ الذخائر المحاكم التي كانت محاكم خاصة لفرض ممارسات العمل الجيدة. علقت، لمدة، الممارسات التقييدية النقابات. حاولت السيطرة على انتقال العمالة بين الوظائف. قضت المحاكم كان تعريف الذخائر واسعة بما فيه الكفاية لتشمل عمال النسيج وعمال الشحن والتفريغ. ألغي 1915 عمل في عام 1919، ولكن استغرق تشريع مماثل المفعول أثناء الحرب العالمية الثانية.
كان منه إلا في وقت متأخر من ديسمبر 1917 الذي أنشأ لجنة مجلس الوزراء الحرب على القوى العاملة، وامتنعت الحكومة البريطانية من إدخال الإلزامي الاتجاه العمل (على الرغم تم نقل 388 من الرجال كجزء من برنامج الخدمة الوطنية الطوعية). أصبحوا لاجئين البلجيكي العمال، على الرغم من أنها كثيرا ما ينظر إليها على أنها «سارقوا العمل». وبالمثل، فإن استخدام العمال الايرلندي، لأنهم كانوا يعفى من التجنيد، وكان مصدر آخر من الاستياء. قلق بشأن تأثير التخفيف من العمل الناجمة عن جلب المجموعات الخارجية في بركة العمل الرئيسي، وتحول العمال في بعض المناطق بسبب الاضرابات. كفاءة الصناعات الرئيسية تحسنت بشكل ملحوظ خلال الحرب. على سبيل المثال، تلقى المغني Clydebank مصنع آلة الخياطة أكثر من 5000 العقود الحكومية، وقدم 303 ملايين قذائف المدفعية ومكونات قذيفة، صمامات، وأجزاء الطائرة، وكذلك قنابل يدوية وقطع بندقية، و361،000 الخيول. وكانت لها قوة العمل من 14,000 حوالي 70 في المئة من الإناث في نهاية الحرب.

### الطاقة
كانت الطاقة عاملا حاسما للمجهود الحربي البريطاني. وجاء معظم إمدادات الطاقة من مناجم الفحم في بريطانيا، حيث كانت قضية المعروض من العمالة. حرجة ولكن كان تدفق النفط للسفن والشاحنات واستخدام الصناعي. لم تكن هناك آبار النفط في بريطانيا لذلك تم استيراد كل شيء. ضخت الولايات المتحدة ثلثي نفط في العالم. في عام 1917، كان إجمالي استهلاك البريطاني 827000000 برميل، منها تم توفير 85 في المئة من قبل الولايات المتحدة، و 6 في المئة من المكسيك. وكانت قضية كبيرة في عام 1917 كيف العديد من الناقلات سوف تنجو من ش قوارب الألمانية. قوافل وبناء ناقلات جديدة تحل التهديد الألماني، في حين تضمن الرقابة الحكومية المشددة التي تم تغطية جميع الاحتياجات الأساسية. خصصت لمؤتمر البترول المشتركة بين الحلفاء الإمدادات الأميركية إلى بريطانيا وفرنسا وإيطاليا.
كان زيت الوقود لصالح البحرية الملكية أولوية قصوى. في عام 1917، والبحرية الملكية المستهلكة 12,500 طن في الشهر، ولكن كان لتوريد 30000 طن شهريا من شركة البترول البريطانية، وذلك باستخدام آبار النفط عروض الأعمال في بلاد فارس. 

## التغيير الاجتماعي
مختلفة طوال فترة الحرب، نقص خطير في الرجال القادرين على العمل («القوى العاملة») وقعت في البلاد، وكان يطلب من النساء لتولي العديد من الأدوار الذكورية التقليدية، وخاصة في مجال تصنيع الأسلحة؛ على الرغم من هذا كان كبيرا إلا في السنوات الأخيرة من الحرب، لأن الرجال العاطلين عن العمل كثيرا ما كانت الأولوية من قبل أرباب العمل. النساء على حد سواء العثور على عمل في مصانع الذخائر (مثل "munitionettes") على الرغم الأولية المعارضة النقابية، التي ساعدت بشكل مباشر في المجهود الحربي، ولكن أيضا في الخدمة المدنية، حيث أخذوا وظائف للرجال، والإفراج عنهم للجبهة. عدد النساء العاملات في الخدمة ارتفعت من 33000 في عام 1911 إلى أكثر من 102,000 من عام 1921. وتقدر الزيادة الإجمالية في توظيف الإناث في 1400000، 5,9-7,3 مليون نسمة، والإناث عضوية النقابات ارتفع من 357,000 في عام 1914 إلى أكثر من مليون بحلول بزيادة قدرها 160 في المئة ل-1918. يشير بيكيت أن معظم هؤلاء كانوا من نساء الطبقة العاملة تذهب إلى العمل في سن أصغر مما كانت لولاها لم تفعل، أو النساء المتزوجات العودة إلى العمل. هذه مجتمعة مع حقيقة أن 23 في المئة فقط من النساء في صناعة الذخائر كانوا يفعلون في الواقع ظائف الرجال، من شأنه أن يحد بشكل كبير من التأثير الكلي للحرب على الآفاق طويلة الأجل للمرأة العاملة. 

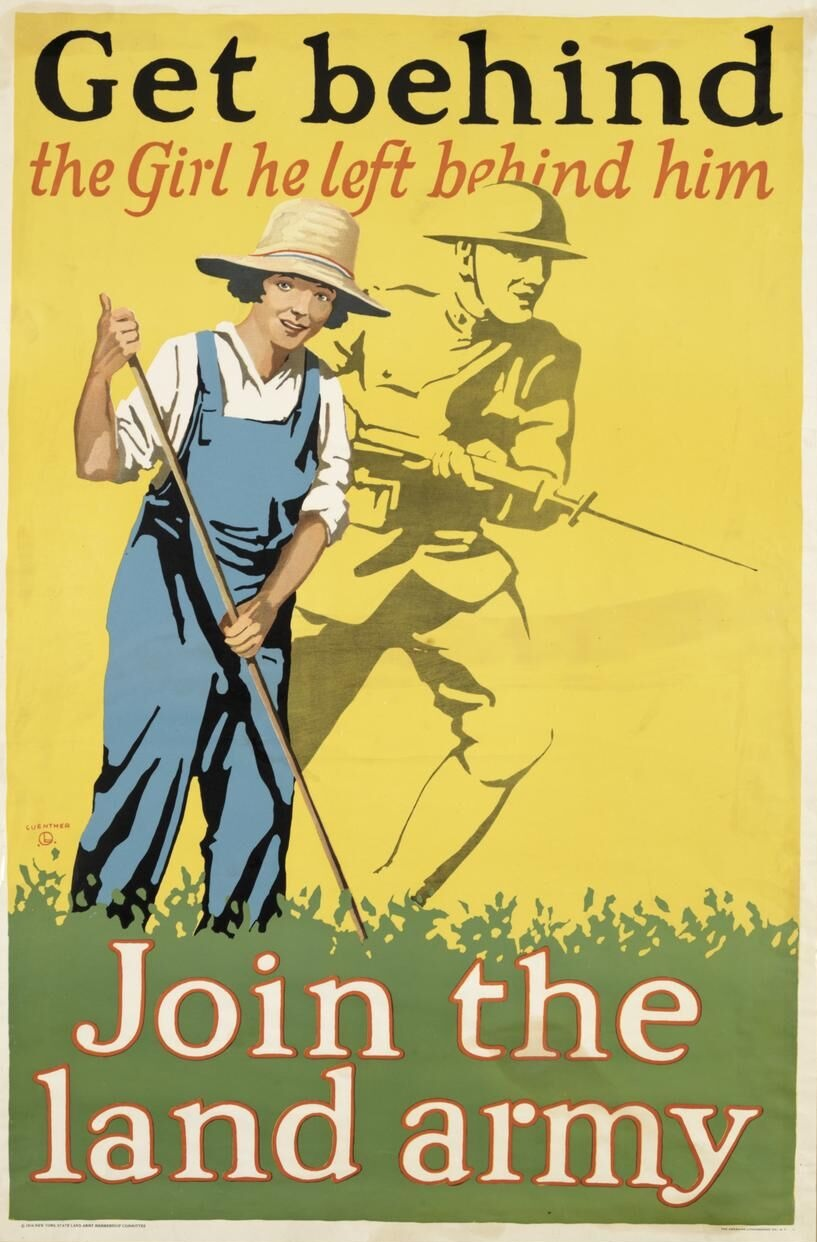
اعلان الحرب العالمية الاولي

عندما استهدفت الحكومة النساء في وقت مبكر من الحرب ركزت على توسيع أدوار القائمة بينهما - مساعدة اللاجئين مع البلجيكي، على سبيل المثال، ولكن أيضا على تحسين معدلات التوظيف بين الرجال. فعلوا ذلك سواء من خلال ما يسمى ب «وسام الريشة البيضاء» وذلك من خلال وعد من وسائل الراحة المنزلية للرجال، بينما كانوا في الجبهة. في فبراير 1916، تم تعيين مجموعة صعودا وبدأت حملة للحصول على النساء للمساعدة في الزراعة ومارس 1917، تم تعيين الجيش لاند للمرأة يصل. كان هدف واحد لجذب الطبقة الوسطى النساء الذين يعملون كنماذج للمشاركة وطنية في الواجبات غير التقليدية. لكن زي الجيش البري المرأة شملت سراويل نصف وزرة الذكور، الأمر الذي أثار النقاش حول مدى ملاءمة هذا عبر خلع الملابس. وردت الحكومة مع الخطاب الذي تأنيث صراحة الأدوار الجديدة. في عام 1918، ويقدر مجلس التجارة أن هناك 148,000 النساء في العمل الزراعي، على الرغم من الرقم ما يقرب من 260,000 كما تم اقتراح. 
أدت الحرب أيضا انقسام في حركة سوفرجت البريطانية، مع التيار السائد، ممثلة إميلين بانكيرست وابنتها الاتحاد الاجتماعية والسياسية للمرأة Christabel، والدعوة إلى «وقف إطلاق النار» في حملتهم لمدة الحرب. في المقابل، المطالبات بحق اقتراع المرأة أكثر جذرية، مثل الاتحاد الاقتراع النسائية التي تديرها ابنة Emmeline لأخرى، سيلفيا، واصل بهم (في بعض الأحيان العنيف) النضال. ويسمح للنساء أيضا للانضمام إلى القوات المسلحة في دور غير قتالي، وبحلول نهاية الحرب 80,000 النساء قد انضم إلى القوات المسلحة في الأدوار المساعدة مثل التمريض والطبخ. 
بعد الحرب، والملايين من الجنود العائدين ما زالوا لا يحق لهم التصويت. هذا يمثل معضلة أخرى للسياسيين لأنها يمكن أن ينظر إليه على أنه حجب صوت من نفس الرجال الذين قاتلوا فقط للحفاظ على النظام السياسي الديمقراطي البريطاني. تمثيل الشعب قانون 1918 محاولة لحل المشكلة، enfranchising جميع الذكور البالغين طالما كانوا أكثر من 21 عاما، وكانت الأسر المقيمة. كما أعطت حق التصويت للمرأة أكثر من 30 الذين اجتمعوا مؤهلات الملكية الدنيا. تم قبول منح حق التصويت في هذه المجموعة الأخيرة اعترافا بالمساهمة التي قدمها العاملات الدفاع، على الرغم من أن المشاعر الحقيقية من أعضاء البرلمان (النواب) في الوقت الذي يتم استجوابه. في نفس العام قانون عام 1918 البرلمان (تأهيل المرأة) يسمح للمرأة أكثر من 21 إلى الوقوف صفا والنواب.
الحكومة الائتلافية الجديدة لعام 1918 اتهمت نفسها بمهمة خلق «يصلح ارض للأبطال»، من خطاب ألقاه في ولفرهامبتون عن طريق ديفيد لويد جورج في 23 نوفمبر 1918، حيث ذكر «ما هي مهمتنا؟ لجعل بريطانيا نوبة البلاد للأبطال للعيش في». أكثر عموما، كان لها الفضل الحرب وأثناء وبعد الصراع على حد سواء، مع إزالة بعض الحواجز الاجتماعية التي عمت الفيكتوري والإدواردي بريطانيا.

## الظروف الإقليمية
كان للحرب تأثير عميق على المناطق الريفية، والحصار يو زورق يلزم الحكومة للسيطرة الكاملة من السلسلة الغذائية، وكذلك العمل الزراعي. كان إنتاج الحبوب أولوية قصوى، وقانون الذرة إنتاج 1917 مضمونة الأسعار، ومعدلات الأجور ينظم، والمزارعين اللازمة لتلبية معايير الكفاءة. ناضلت الحكومة بشدة لتحويل الأراضي الهامشية في الأراضي الزراعية. جلبت الجيش البري المرأة في 23,000 الشابات من البلدات والمدن لحليب الأبقار، واختيار الفواكه وغير ذلك استبدال الرجال الذين انضموا إلى الخدمات. التوسع في استخدام الجرارات والآلات أيضا استبدال عمال المزارع. ومع ذلك، كان هناك نقص في كل من الرجال والخيول على الأرض في أواخر عام 1915. مقاطعة الحرب اللجان التنفيذية الزراعية ذكرت أن إزالة استمرار الرجال وتحجيم الإنتاج الغذائي بسبب اعتقاد المزارعين أن تعمل مزرعة المطلوبة عدد مجموعة من الرجال وصححه الألباني. 
يقول كينيث مورجان أن «الكتلة الساحقة من الشعب الويلزية يلقي جانبا الانقسامات السياسية والصناعية وألقوا أنفسهم في حرب مع ميل.» المثقفون وزراء العمل بنشاط على روح الحرب. مع 280,000 الرجال المسجلين في الخدمات (14٪ من السكان)، وجهد متناسب في ويلز فاق كل من انكلترا واسكتلندا ولكن أدريان غريغوري يشير إلى أن عمال مناجم الفحم الويلزية، بينما تدعم رسميا جهود الحرب، رفض طلب الحكومة لخفض قصيرة وقتهم عطلة، وبعد بعض النقاش، وعمال المناجم وافق على تمديد يوم العمل. 
وقد اجتذبت الخصائص المميزة اسكتلندا اهتماما كبيرا من العلماء. على عكس انكلترا واسكتلندا المتخصصة في توفير القوى العاملة والسفن والآلات والمواد الغذائية (خاصة الأسماك) والمال. دانيال تبين أنه يؤيد جهود الحرب بحماس على نطاق واسع. 

## الخسائر
في نشر ما بعد الحرب الاحصائيات من الجهد العسكري للإمبراطورية البريطانية خلال الحرب العظمى 1914-1920 (مكتب الحرب، مارس 1922)، يسرد التقرير الرسمي 908371 "الجنود إما يقتلون في العمل، ويموتون من الجروح والموت كأسرى حرب أو في عداد المفقودين في العمل في الحرب العالمية. (تم تقسيم هذه التكاليف إلى المملكة المتحدة ومستعمراتها 704121، الهند البريطانية 64449، كندا 56639، أستراليا 59330، نيوزيلندا 16711، وجنوب أفريقيا 7121) المدرج كانوا على حدة البحرية الملكية (بما في ذلك الخدمات الجوية البحرية الملكية حتى 31 مارس 1918) قتلى الحرب والمفقودين من 32287 والتاجر البحرية قتلى الحرب من 14661. لم تعط أرقام لسلاح الطيران الملكي والناشئة سلاح الجو الملكي في تقرير مكتب الحرب.
نشرة الثاني، إصابات والإحصائيات الطبية (1931)، والحجم النهائي للتاريخ الطبي الرسمية للحرب، ويعطي خسائر جيش الإمبراطورية البريطانية حسب سبب الوفاة. بلغ إجمالي خسائر في القتال 1914-1918 876084، والتي شملت 418361 قتلوا، 167172 توفي متأثرا، 113173 توفي من المرض أو الإصابة، 161046 المفقودين في عداد القتلى و16332 توفي كأسير حرب.
يسرد جنة قبور حرب الكومنولث 888246 قتلى الحرب من المملكة المتحدة والمستعمرات (باستثناء الملاك، وهي مدرجة على حدة). ويشمل هذا الرقم الدفن التي تم تحديدها والتي احتفلت بالاسم على النصب التذكارية. هناك إضافية 187644 الدفن مجهولة الهوية من الكومنولث (ثم الإمبراطورية) ككل.
تجاوز معدل القتلى المدنيين في مستوى ما قبل الحرب من 292,000، والتي شملت 109000 حالة وفاة بسبب نقص الغذاء ومن 183577 الإنفلونزا الأسبانية. وأورد التقرير تفاصيل مكتب حرب 1922 في مقتل 1260 مدنيا و 310 من العسكريين المقرر أن القصف الجوي والبحري للمملكة المتحدة. وكانت الخسائر في البحر 908 مدنيا المملكة المتحدة و 63 صيادا قتلوا في هجمات يو زورق.
ويبلغ عدد سكانها 4.8 مليون في عام 1911، أرسلت اسكتلندا 690,000 الرجال للحرب، منهم 74000 لقوا حتفهم في القتال أو من المرض، وكان 150,000 بجروح خطيرة. في بعض الأحيان قامت القوات الاسكتلندية تصل نسب كبيرة من المقاتلين النشط، وعانت المقابلة يفقد، كما في معركة لوس، حيث كانت هناك ثلاثة أقسام الأسكتلندية كامل وحدات الاسكتلندية أخرى. وهكذا، على الرغم من أن الاسكتلنديين لم يكن هناك سوى 10 في المائة من السكان البريطانيين، وأنها تتكون 15 في المائة من القوات المسلحة الوطنية وتمثل في نهاية المطاف عن 20 في المائة من القتلى. عانت بعض المناطق، مثل جزيرة قليلة السكان لويس وهاريس بعض من أكبر الخسائر متناسبة من أي جزء من بريطانيا. وأصبحت السفن والمحلات التجارية الهندسية للغرب ووسط اسكتلندا المركز الأكثر أهمية الإنتاج وبناء السفن والأسلحة في الإمبراطورية. في السهول، وخاصة غلاسكو، أدى سوء ظروف العمل والمعيشة للاضطرابات الصناعي والسياسي. 

## الذاكرة والتراث
تم محروق أهوال الجبهة الغربية، وكذلك غاليبولي وبلاد ما بين النهرين في الوعي الجماعي من القرن العشرين. إلى حد كبير فهم الحرب في الثقافة الشعبية وركز في اليوم الأول من معركة السوم. A.J.P. مؤرخ قال تايلور، «تعيين السوم الصورة التي أجيال المستقبل وشهدت الحرب العالمية الأولى: الجنود حول لهم ولا قوة الشجعان، تخبط الجنرالات العنيدة؛ لا شيء يتحقق.» 
صور من حرب الخنادق أصبحت رموزا أيقونية من المعاناة الإنسانية والقدرة على التحمل. كان عالم ما بعد الحرب العديد من المحاربين القدامى الذين شوهوا أو تضررت جراء صدمة قذيفة. في عام 1921 كان 1187450 الرجال في استلام معاشات الإعاقة الحرب، مع خمس من هذه الحاجة خسائر فادحة عانت من الأطراف أو البصر والشلل أو الجنون.
كانت الحرب كارثة اقتصادية كبرى كما ذهب بريطانيا عن كونها أكبر مستثمر في العالم في الخارج لكونها أكبر مدين لها، مع مدفوعات الفائدة طويلا نحو 40 في المئة من الميزانية الوطنية. التضخم إلى أكثر من الضعف بين عامي 1914 وذروته في عام 1920، في حين انخفضت قيمة الجنيه الاسترليني من 61.2 في المئة. تعويضات في شكل الفحم الألمانية مجانا الاكتئاب الصناعة المحلية، مما عجل 1926 اضراب عام. خلال الحرب الاستثمارات الخاصة البريطانية في الخارج بيعت، ورفع 550 مليون £. ومع ذلك، استغرق 250 مليون £ استثمارات جديدة أيضا خلال الحرب. ولذلك فإن خسارة مالية صافية ما يقرب من 300 مليون £، الاستثمار أقل من عامين مقارنة مع متوسط معدل ما قبل الحرب، وأكثر من يحل محله 1928. فقدان المواد كانت «طفيفة»: أهمها 40٪ من الأسطول التجاري البريطاني غرقت التي كتبها الألمانية U-القوارب. تم استبدال معظم هذا في عام 1918 وجميع بعد الحرب مباشرة. وقد دفعت المؤرخ العسكري Correlli بارنيت أن «في الحقيقة الموضوعية الحرب العظمى بأي حال من الأحوال لحقت أضرار الاقتصادي الخانق على بريطانيا» ولكن أن الحرب فقط «شل البريطانية نفسيا» (التشديد في الأصل).
وتشمل تغييرات ملموسة أقل الإصرار المتزايد للحكومات المسيطرة داخل الإمبراطورية البريطانية. معارك مثل غاليبولي لأستراليا ونيوزيلندا، وفيمي ريدج لكندا أدت إلى زيادة الكبرياء الوطني والتردد أكبر ليظل تابعا للمملكة المتحدة. وكانت هذه المعارك غالبا ما يصور بشكل إيجابي في الدعاية لهذه الدول بانها رمزية قوتهم خلال الحرب. الحرب أفرجت المكبوت القومية الأصلية، كما حاول السكان للاستفادة من سابقة التي وضعتها مقدمة تقرير المصير في أوروبا الشرقية. وكانت بريطانيا لمواجهة الاضطرابات في أيرلندا (1919-1921)، الهند (1919)، مصر (1919-1923)، فلسطين (1920-1921) والعراق (1920) في الوقت الذي كان من المفترض أن يتم demilitarising. ومع ذلك، وجاءت خسارة الإقليمية الوحيدة بريطانيا في أيرلندا، حيث زاد التأخير في إيجاد حل لقضية حكم الوطن، جنبا إلى جنب مع 1916 ثورة عيد الفصح ومحاولة فاشلة لإدخال التجنيد في أيرلندا، ودعم المتطرفين الانفصالية، وأدت بشكل غير مباشر إلى اندلاع حرب الاستقلال الإيرلندية في عام 1919.
وجاء إجراء المزيد من التغييرات في عام 1919. مع معاهدة فرساي، أخذت لندن مسؤولا عن 1,800,000 ميل مربع إضافي (4,700,000 كم 2) و13 مليون موضوعات جديدة. تم توزيع المستعمرات من ألمانيا والإمبراطورية العثمانية لقوات الحلفاء (وأستراليا ونيوزيلندا وجنوب أفريقيا)، والولايات المتحدة وجامعة، مع المملكة المتحدة على الأقل السيطرة على فلسطين وشرق الأردن والعراق وأجزاء من الكاميرون وتوغو، وتنجانيقا. وبالفعل، وصلت الإمبراطورية البريطانية ذروة أراضيه بعد تسوية. 

## وصلات خارجية
- Sheffield City Council Libraries and Archives: "Sources for the Study of World War I in Sheffield" website — research guide links.